# اجتياح طولكرم (2023 – الآن)
اجتياح مدينة طولكرم 2023 – الآن، هي سلسلةِ اجتياحاتٍ وتوغلاتٍ عسكريةٍ إسرائيلية واسعة مُستمرة منذ عام 2023 وحتى اليوم جرى ويجري خلالها اجتياح مدينة طولكرم ومُخيمي المدينة (مخيم طولكرم ومخيم نور شمس) وهما مُخيمين يقعا داخل المدينة، حيث يقول الجيش الإسرائيلي إن المدينة تُشكل معقلًا لما يُعرف بكتيبة طولكرم "الإرهابية"، وقد جرت الاجتياحات للمدينة قبل معركة طوفان الأقصى التي اندلعت في 7 أكتوبر 2023 وتواصلت الاجتياحات بصورةٍ أعنف بعد 7 أكتوبر 2023، وقوبل الاجتياح الإسرائيلي لطولكرم بإدانة فلسطينيةٍ وعربيةٍ وإسلاميةٍ ودولية.
وأدى الاجتياح إلى سقوطِ عددٍ كبيرٍ من القتلى الفلسطينيين وإحداثِ دمارٍ هائلٍ في أحياء مدينة طولكرم ومُخيميها، حيث كان الدمارُ غير مسبوقًا في الضفة الغربية في تاريخ الصراع الفلسطيني الإسرائيلي، إذ شاركت الجرافات الإسرائيلية العسكرية المُجنزرة والمُدولبة في تجريف الشوارع والبنية التحتية والمباني والمركبات، واستهدفت كتيبة طولكرم الجيش الإسرائيلي بتفجير عشرات العبوات الناسفة، وسقط خلال الاجتياح عدةِ قتلى من جنود وضباط الجيش الإسرائيلي، كما أُصيب عددٌ آخر من مُقاتلي الجيش الإسرائيلي كان من أبرزهم قائد فرقة الضفة الغربية وقائد لواء شمال الضفة الغربية "لواء منشيه".
خلال الاجتياح فقد قصف الجيش الإسرائيلي مدينة طولكرم بغاراتٍ جويةٍ من طائرات حربية F–16 وطائراتٍ مُسيرة، وقال تقريرٌ صحفيٌ بأن "مدينة طولكرم تعرضت لأعنف الغارات الجوية وأكثرها عددًا في تاريخ الضفة الغربية منذ النكبة عام 1948"، وخلال الاجتياح وقعت مجازر عديدة بحق الفلسطينيين كان أبرزها مجزرة مخيم طولكرم في 3 أكتوبر 2024.
في 21 فبراير 2025 أجرى رئيس الوزراء الإسرائيلي بنيامين نتنياهو ووزير الدفاع الإسرائيلي يسرائيل كاتس زيارتين منفصلتين في ذات اليوم لمدينة طولكرم تفقدا خلالها العملية العسكرية الإسرائيلية المتواصلة بالمدينة. كما تزامن الاجتياح الإسرائيلي لطولكرم مع تصريحات قادة إسرائيليين لتدمير المدينة؛ ففي 29 مايو 2024 قال وزير المالية الإسرائيلي بتسلئيل سموتريش أنه "يجب القضاء على الإرهاب في كل مكان، حتى لو كان ذلك يعني تحويل طولكرم مثل غزة"، وفي 30 مايو 2024 قال سموتريش أيضًا أنه "إذا استمر الإرهاب فسنحول طولكرم إلى خراب كما في قطاع غزة"، وفي 4 يوليو 2024 دعا سموتريش من جديد إلى تدمير طولكرم قائلًا: "يجب أن تصبح طولكرم مدينة خراب".

## مارس 2023

### اقتحام (10 مارس 2023)
في 10 مارس 2023 أعلنت إسرائيل شن عملية عسكرية في مدينة طولكرم التي تضم مقر كتيبة طولكرم، فاندلعت فجرًا في المدينة اشتباكات مسلحة عنيفة بين عناصر الكتيبة وقوات الجيش الإسرائيلي المُقتحمة، وتخلل الاشتباكات استهداف قوات الجيش الإسرائيلي بعبوات ناسفة، وقالت كتيبة طولكرم في بيان مقتضب لها فجرًا: إن عناصرها "يخوضون معركة الشهداء على أرض مدينة طولكرم. لا يزال أبناء الرد السريع يخوضون معركة الكرامة وأوقعوا إصابات وخسائر في صفوف العدو".

## مايو 2023

### اقتحام (6 مايو 2023)
في صباح يوم 6 مايو 2023 نفذت القوات الإسرائيلية الخاصة عملية عسكرية لها في مخيم طولكرم بمدينة طولكرم واغتالت فلسطينيين اثنين من عناصر مجموعة القسام بكتيبة طولكرم بعد الاشتباك معهما وهما "سامر صلاح الشافعي" (22 عامًا) و"حمزة جميل خريوش" (22 عامًا)، حيث اتهمتهم إسرائيل بتنفيذ عدة عمليات إطلاق نار صوب الحواجز والمستوطنات والمركبات الإسرائيلية في منطقة طولكرم.

### اجتياح (11 مايو 2023)
في فجر يوم 11 مايو 2023 شنت إسرائيل عملية عسكرية واسعة لها في مخيم نور شمس في مدينة طولكرم ضد كتيبة طولكرم حيث استمرت العملية لمدة أربع ساعات بمشاركة ما يزيد عن 200 جندي إسرائيلي، وقد خلفت العملية دمارًا واسعًا في المخيم، وأسفرت عن مقتل مواطن فلسطيني يبلغ من العمر 66 عامًا.

### اجتياح (30 مايو 2023)
في فجر 30 مايو 2023 عادت إسرائيل وشنت عملية عسكرية واسعة في مخيم نور شمس ضد كتيبة طولكرم، وكان اقتحام المخيم هذا هو الأكبر حتى تاريخه منذ سنوات، واستمرت العملية العسكرية لأكثر من خمسة ساعات وبتعزيزات عسكرية إسرائيلية كبيرة وبالاستعانة بجرافاتٍ وطائرات استطلاع، وقد أصيب خلال الاقتحام جندي إسرائيلي من وحدة الدوفدوفان الخاصة بجراح متوسطة جراء انفجار عبوة ناسفة فلسطينية محلية الصنع فجرتها كتيبة طولكرم.

## يوليو 2023

### اجتياح (24 يوليو 2023)
فجر وصباح يوم الاثنين 24 يوليو 2023؛ اجتاحت إسرائيل مخيم نور شمس في مدينة طولكرم بأكثر من 60 آلية عسكرية في اقتحام هو الأوسع للمدينة حتى تاريخه منذ الانتفاضة الثانية لتوجيه ضربة عسكرية لكتيبة طولكرم، وقد دمرت القوات الإسرائيلية شوارع المخيم عبر تجريفها بجرافات عسكرية مجنزرة، وأدى الاجتياح إلى وقوع 13 إصابة لدى الجانب الفلسطيني، كما فجرت كتيبة طولكرم عبوات ناسفة بالآليات الإسرائيلية في المدينة كان منها عبوة ناسفة شديدة الانفجار بجرافة عسكرية إسرائيلية مجنزرة مما أدى إلى إعطابها. فور انسحاب القوات الإسرائيلية التي خلفت دمارًا واسعًا فقد أصدر الرئيس الفلسطيني محمود عباس تعليماته بإزالة آثار الاجتياح حيث باشرت طواقم بلدية طولكرم ووزارة الأشغال العامة ووزارة الحكم المحلي والدفاع المدني وسلطة الطاقة بالعمل على إصلاح الطرق وخطوط المياه والكهرباء والصرف الصحي المدمرة. وعقب الانسحاب فقد تفقد المخيم كل من وزير الحكم المحلي مجدي الصالح ومدير عام الدفاع المدني اللواء العبد إبراهيم خليل بإيعاز من رئيس الحكومة الفلسطينية محمد اشتية وبتوجيهات الرئيس الفلسطيني محمود عباس.

## أغسطس 2023

### اجتياح (4 أغسطس 2023)
في فجر يوم الجمعة 4 أغسطس 2023 اجتاحت إسرائيل مدينة طولكرم ومخيم طولكرم بالمدينة، وقد قُتل خلال الاجتياح فلسطيني في منطقة محيط ميدان سارية العلم بالمدينة.
خلال الاجتياح فقد اندلعت اشتباكاتٍ عنيفة بين الجيش الإسرائيلي وكتيبة طولكرم الفلسطينية، ونشر الجيش الإسرائيلي قناصته في عدة بنايات في مخيم طولكرم ومحيطه، وفجرت كتيبة طولكرم عبواتٍ ناسفة متفجرة في مخيم طولكرم.

### اجتياح (11 أغسطس 2023)
في فجر يوم الجمعة 11 أغسطس 2023 اجتاح الجيش الإسرائيلي مدينة طولكرم ومخيم طولكرم بالمدينة، وقُتل خلال الاجتياح فلسطيني في منطقة شارع المسلخ بالمدينة، كما أُصيب خلال الاجتياح 8 فلسطينيين آخرين أحدهم وُصفت بالخطيرة، ووقعت اشتباكات عنيفة في مخيم طولكرم بين الجيش الإسرائيلي وكتيبة طولكرم.
وقالت كتيبة طولكرم: "يواصل مجاهدونا الأبطال استهداف قوات وآليات الاحتلال المقتحمة لمخيم طولكرم بصليات كثيفة من الرصاص والعبوات الناسفة في عدة محاور"، وأضافت كتيبة طولكرم: "تمكن مجاهدونا في وحدة الهندسة من تفجير عدد من العبوات في آليات الاحتلال وإصابتها بشكل مباشر"، كما قالت الكتيبة: "بعزم المؤمنين الصادقين تمكن مجاهدونا من استهداف تمركز لجيش الاحتلال داخل مخيم طولكرم بصليات من الرصاص بشكل مباشر، وتمكن مجاهدونا من استهداف نقاط تمركز قناصة الاحتلال داخل المخيم بصليات مكثفة من الرصاص".
علق رئيس المجلس الوطني الفلسطيني روحي فتوح على ما جرى بطولكرم محذرًا من انفجار الأوضاع قائلًا: "استمرار هذه السياسة سيؤدي إلى انفجار الأوضاع، وإلى مزيد من التوتر وعدم الاستقرار سيطال الجميع، ولن نعاني وندفع الثمن وحدنا".

### اجتياح (20 أغسطس 2023)
اجتاحت إسرائيل مدينة طولكرم ومخيم طولكرم بالمدينة في فجر يوم الأحد 20 أغسطس 2023 مما أدى لإصابة 4 فلسطينيين بجروحٍ مختلفة، وقد استمر الاجتياح لأكثر من ساعتين.
ونشر الجيش الإسرائيلي قناصته في مختلف أحياء ومناطق المدينة، ونُقلت إصابات الفلسطينيين إلى مستشفى ثابت ثابت الحكومي ومستشفى الإسراء التخصصي في المدينة.

### اجتياح (27 أغسطس 2023)
في فجر يوم الأحد 27 أغسطس 2023 اجتاح الجيش الإسرائيلي مدينة طولكرم ومخيم طولكرم بالمدينة، وقد أصيب خلال الاجتياح 5 فلسطينيين، واستمر الاجتياح لما يزيد عن أربعة ساعات متواصلة، بمشاركة عشرات الآليات العسكرية الإسرائيلية.
ودفع الجيش الإسرائيلي بتعزيزات عسكرية جديدة لمدينة طولكرم ومخيم طولكرم بالمدينة، ودارت اشتباكات مسلحة عنيفة في محيط مستشفى ثابت ثابت وسط المدينة بالتزامن مع اشتباكاتٍ عنيفة في مخيم طولكرم.
قالت كتيبة طولكرم أنها خاضت اشتباكاتٍ عنيفة مع الجيش الإسرائيلي في مخيم طولكرم، وقالت كتيبة طولكرم في بيانٍ لها: "تمكن مجاهدونا من التصدي بكل قوة لقوات وآليات الاحتلال التي توغلت داخل المخيم واستهدفوها بصليات كثيفة ومباشرة من الرصاص ونفذوا عدد من الكمائن وفجروا عدد من عبوات (سيف 1) شديدة الانفجار على أكثر من محور، وبعون الله وتمكينه فجرت وحدة الهندسة في الكتيبة عدد من عبوات (سيف 1) في آليات الاحتلال ألحقت بها الأضرار المباشرة وأعطبت آلية بشكل مباشر".

## سبتمبر 2023

### اجتياح (5 سبتمبر 2023)
اجتاحت إسرائيل مدينة طولكرم ومخيم نور شمس بالمدينة، فجر يوم الثلاثاء 5 سبتمبر 2023، بأكثر من 80 آلية عسكرية إسرائيلية بينها جرافات، وقد أدى الاجتياح إلى مقتل فلسطيني وإصابة اثنين آخرين أحدهما بحالة الخطر.
وكانت الجرافات الإسرائيلية قد جرفت الشوارع والبنية التحتية في المخيم، وقال وزير الأشغال العامة والإسكان الفلسطيني محمد زيارة في 5 سبتمبر 2023 إنه «بتوجيهات من الرئيس الفلسطيني ورئيس الوزراء بدأت طواقم الوزارة منذ ساعات مبكرة بفتح الطرق وحصر الأضرار التي لحقت بالبنية التحتية والشوارع».

### اجتياح (24 سبتمبر 2023)
عادت إسرائيل واجتاحت في فجر يوم الأحد 24 سبتمبر 2023 مدينة طولكرم ومخيم نور شمس بالمدينة، وقد أدى هذا الاجتياح إلى مقتل فلسطينيين اثنين برصاص القوات الإسرائيلية، في حين أصيب جندي إسرائيلي بجراح خلال الاجتياح.
وألحقت جرافات القوات الإسرائيلية دمارًا بالبنية التحتية والشوارع في مخيم نور شمس، وقال وزير الأشغال العامة والإسكان الفلسطيني محمد زيارة في 24 سبتمبر 2023: أنه «بتوجيهات من الرئيس محمود عباس، بدأت الطواقم منذ ساعات الصباح، فتح الطرق وتأمين المباني وحصر الأضرار، التي لحقت بالبنية التحتية والشوارع».
قالت الأمانة العامة لمنظمة التعاون الإسلامي في 24 سبتمبر 2023 تعقيبًا على الاجتياح الإسرائيلي لمدينة طولكرم أنها "تدين بشدة تصاعد وتيرة الجرائم التي تقترفها قوات الاحتلال الإسرائيلي في الأرض الفلسطينية المحتلة والتي أدت هذا اليوم إلى استشهاد شابين فلسطينيين وتدمير البنية التحتية في مخيم نور شمس للاجئين شرق مدينة طولكرم"، وقالت المنظمة "أن هذه الاعتداءات الإسرائيلية تشكل جرائم حرب وجرائم ضد الإنسانية"، كما دعت المنظمة "المجتمع الدولي إلى الضغط على إسرائيل، قوة الاحتلال، من أجل وضع حد لجرائمها وانتهاكاتها المتكررة وتوفير الحماية الدولية للشعب الفلسطيني".
كما أدان اتحاد اذاعات وتلفزيونات دول منظمة التعاون الإسلامي الاجتياح الإسرائيلي هذا لطولكرم، وفق بيان صادر عن الاتحاد في 24 سبتمبر 2023.

## أكتوبر 2023

### اجتياح (5 أكتوبر 2023)
قبل بدء حماس لعملية طوفان الأقصى بيومين، فقد اجتاحت القوات الإسرائيلية في 5 أكتوبر 2023 مخيم طولكرم في مدينة طولكرم، ووفق الجيش الإسرائيلي فقد أدى هذا الاجتياح لإصابة 5 من الجنود الإسرائيليين بجراح جراء انفجار قنابل، حيث أُصيب ثلاثة من الجنود بجراح خطيرة في حين أُصيب اثنان بجروح متوسطة.

### اجتياح (19+20 أكتوبر 2023)
في اليوم الثالث عشر من معركة طوفان الأقصى الموافق 19 أكتوبر 2023، فقد أطلقت إسرائيل عملية عسكرية واسعة لها على مدينة طولكرم في الضفة الغربية ومخيمي المدينة (مخيم نور شمس ومخيم طولكرم)، وقُتل خلال العملية 13 فلسطينيًا وأصُيب عددٌ آخر، في حين قتل ضابط إسرائيلي وأصيب تسعة جنود آخرين.

## نوفمبر 2023

### اقتحام (1 نوفمبر 2023)
في فجر يوم الأربعاء 1 نوفمبر 2023 اقتحمت إسرائيل مدينة طولكرم، مما أدى لاندلاع اشتباكات مسلحة عنيفة، وقتل خلال الاقتحام مواطن فلسطيني برصاص الجيش الإسرائيلي.

### عملية (6 نوفمبر 2023)
في اليوم الحادي والثلاثون لمعركة "طوفان الأقصى"، الموافق 6 نوفمبر 2023، نفذت قوات اليمام الإسرائيلية عملية خاصة لها في مدينة طولكرم اغتالت خلالها جهاد شحادة قائد كتيبة طولكرم - مجموعة الرد السريع، حيث أطلقت القوات الإسرائيلية الخاصة نحو 100 رصاصة على مركبة كان يستقلها، وقد قتل برفقته في المركبة كُلٌ من "عز الدين رائد عواد" القيادي في كتيبة طولكرم - مجموعة القسام وعضويّ الكتيبة "مؤمن سائد بلعاوي" و"قاسم محمد رجب"، وكانت جثثهم الأربعة قد وصلت إلى مستشفى ثابت ثابت في مدينة طولكرم مُختفية المعالم ومُتناثرة الأشلاء بسبب كثافة الرصاص الذي أطلق نحوهم من مسافة الصفر، لتُعلن بذلك وزارة الصحة الفلسطينية عن مصرعهم.
وعقب الاغتيال فقد أعلنت كتيبة طولكرم بأنها استهدفت حاجز الـ17 في مدينة طولكرم بالرصاص، حيث جاء في بيان الكتيبة: "كرد أولي على اغتيال القائد جهاد شحادة ورفاقه استهدفنا قوة للاحتلال قرب حاجز الـ17 بالرصاص". كما أعلنت كافة الفصائل الوطنية والإسلامية الفلسطينية بطولكرم الإضراب الشامل والحداد العام.

### اجتياح (13+14 نوفمبر 2023)
أطلقت إسرائيل مساء يوم 13 نوفمبر 2023 عملية عسكرية واسعة لاجتياح أحياء مدينة طولكرم بما فيها مخيم طولكرم وسط المدينة، وقد تواصل الاجتياح لليوم الثاني 14 نوفمبر 2023، ليستمر الاجتياح بذلك 16 ساعة متواصلة، وقُتل خلال الاجتياح 7 فلسطينيين وأصيب 12 آخرين بينهم 4 إصاباتهم خطيرة حسب وزارة الصحة الفلسطينية، كما أصُيب العشرات بالاختناق، وقد جاء هذا الاجتياح في اليوم الـ 38 لمعركة طوفان الأقصى.
اليوم الأول للاجتياح (13 نوفمبر 2023):
بدأت إسرائيل باجتياح مدينة طولكرم في حوالي الساعة العاشرة مساءً بتوقيت فلسطين من يوم الاثنين 13 نوفمبر 2023 باقتحام قوات إسرائيلية خاصة إلى المدينة ولا سيما محيط مخيم طولكرم بالمدينة، فوقع اشتباك قُتل لحظتها اثنين من الفلسطينيين، وتلى ذلك بدء دخول قوات الجيش الإسرائيلي إلى المدينة من "معبر خضوري" بعشرات الآليات والجرافات العسكرية المُجنزرة.
اليوم الثاني للاجتياح (14 نوفمبر 2023):
- بدأت القوات الإسرائيلية فجرًا ومن خلال جرافاتها العسكرية بتجريف عدة شوارع في أحياء المدينة ومخيم طولكرم، فدمرت بنية تحتية ومركبات، كما قصفت طائرات انتحارية مسيرة عدة أهداف لها في داخل مخيم طولكرم مما أدى إلى مقتل وإصابة عدد من الفلسطينيين.[90]

- وفي صباح ذات اليوم، باشرت جرافات القوات الإسرائيلية بهدم عدة نُصب تذكارية في المدينة؛ فدمرت الأعمدة الحجرية عند مدخل مخيم طولكرم،[91] كما دمرت بالكامل نصب ياسر عرفات في منطقة "مفرق زنوبيا" بالمدينة.[92][93]

- وفي ظهر ذات اليوم امتدت المواجهات العنيفة إلى منطقة مركز المدينة، فأطلقت القوات الإسرائيلية قنابل الغاز المسيل للدموع تجاه مستشفى ثابت ثابت مما أدى إلى "إصابة عشرات المواطنين والطواقم الطبية بحالات اختناق" وفق بيان لوزارة الصحة الفلسطينية، قبل أن تنسحب القوات الإسرائيلية من المدينة.[94][95][96]

### اجتياح (21+22 نوفمبر 2023)
تزامنًا مع معركة طوفان الأقصى المستمرة؛ فقد عادت إسرائيل واجتاحت أحياء مدينة طولكرم بما فيها مخيم طولكرم، وقد أسفر هذا الاجتياح عن مقتل 6 فلسطينيين وإصابة العديد.
مُجريات الاجتياح:

في الساعة 11:30 بتوقيت فلسطين من مساء يوم الثلاثاء 21 نوفمبر 2023 اجتاحت إسرائيل أحياء مدينة طولكرم بما فيها مخيم طولكرم، وفي فجر يوم الأربعاء 22 نوفمبر 2023 قامت القوات الإسرائيلية بتجريف شوارع في داخل ومحيط مخيم طولكرم بالمدينة بواسطة جرافات عسكرية مُجنزرة، كما قصفت طائرات انتحارية إسرائيلية عدة أهداف لها داخل مخيم طولكرم مما أدى إلى مقتل عدة فلسطينيين.

وكانت القوات الإسرائيلية خلال اجتياحها قد قامت بفرض حصارٍ شامل حول مستشفى ثابت ثابت ومستشفى الإسراء التخصصي في المدينة، كما اقتحمت قسم الطوارئ بمستشفى ثابت ثابت واعتقلت أحد المصابين من داخله، وفتشت القوات الإسرائيلية أيضًا سيارات الإسعاف التي تقل مصابين إلى مستشفيات المدينة.

### اجتياح (30 نوفمبر 2023)
في حوالي الساعة الواحدة بتوقيت فلسطين من فجر يوم الخميس 30 نوفمبر 2023 قامت القوات الإسرائيلية مصحوبة بالجرافات العسكرية الثقيلة والمجنزرة باجتياح مدينة طولكرم وأحيائها بما فيها مخيم طولكرم بالمدينة، وقد استمر هذا الاجتياح حتى الساعة السابعة والنصف صباحًا، وأسفر الاجتياح عن اعتقال عشرة فلسطينيين من أنحاء متفرقة بالمدينة، وجاء هذا الاجتياح لطولكرم بالتزامن مع الهدنة الإنسانية لمعركة طوفان الأقصى في قطاع غزة.
وخلال الاجتياح فقد حاصرت القوات الإسرائيلية مستشفى ثابت ثابت الحكومي بالمدينة واعترضت سيارات الإسعاف وفتشتها وأخضعت سائقيها للاستجواب، ونشرت قناصتها على أسطح المباني العالية بالمدينة، وجابت واقتحمت مختلف شوارع وأحياء المدينة، وألقت منشورات تطالب المطلوبين لها بتسليم أنفسهم، كما جرفت جرافاتها العسكرية عدة شوارع في الحي الشرقي بالمدينة بشكلٍ كامل مما أدى إلى دمارٍ في البنية التحتية وشبكات المياه والصرف الصحي والكهرباء والاتصالات، وعقب الانسحاب الإسرائيلي في ذات اليوم فقد قام وزير الحكم المحلي مجدي الصالح ورئيس بلدية طولكرم رياض عوض بزيارة تفقدية للشوارع المدمرة للاطلاع على أوضاعها.
وكانت كتيبة طولكرم قد تصدت لهذا الاجتياح كغيره من الاجتياحات السابقة، كما أعلنت كتيبة طولكرم عن استهداف مقاتليها لقوة مشاة إسرائيلية في مخيم طولكرم بعبوة ناسفة قائلةً بأنها أوقعت "إصابات مؤكدة وخطيرة بين الجنود الإسرائيليين"، كما أعلنت الكتيبة عن تفجير عناصرها لعبوة ناسفة شديدة الانفجار بجرافة عسكرية إسرائيلية من نوع D9 مما أدى لإخراجها عن الخدمة، حسبما قالت.

## ديسمبر 2023

### اجتياح (6+7 ديسمبر 2023)
عادت القوات الإسرائيلية لاجتياح مدينة طولكرم مُجددًا بعد أيامٍ عدة من اجتياحها الأخير السابق، ففي حوالي الساعة 11:40 ليلًا بتوقيت فلسطين من يوم الأربعاء 6 ديسمبر 2023 اجتاحت إسرائيل أحياء المدينة ومخيمي المدينة (مخيم طولكرم ومخيم نور شمس) بعدد كبير من الآليات العسكرية والجرافات المُجنزرة، واستمر الاجتياح إلى حوالي الساعة 7:30 من صباح يوم الخميس 7 ديسمبر 2023، وخلال الاجتياح فقد دفعت إسرائيل بتعزيزات عسكرية إضافية إلى المدينة.
وجرى خلال الاجتياح تجريف الجرافات الإسرائيلية العسكرية المجنزرة لشوارع في المدينة ومخيميها، وتسببت أعمال التجريف في انقطاع التيار الكهربائي عن عدة أحياء ومناطق واسعة في المدينة، كما حاصر الجيش الإسرائيلي مستشفى ثابت ثابت الحكومي وسط المدينة ومنع مركبات الإسعاف والطواقم الطبية من الخروج منه، وفتش الجيش الإسرائيلي سيارات الإسعاف الفلسطينية في شوارع المدينة، ونشر الجيش الإسرائيلي قناصته على أسطح البنايات العالية بالمدينة.
وأثناء الاجتياح فقد أعلنت "كتيبة طولكرم - مجموعة الرد السريع" عن إصابتها لجنديين إسرائيليين في مخيم طولكرم خلال اشتباكات عنيفة مُتبادلة، كما قالت كتيبة طولكرم في بيان لها: "لا يزال جنودنا يتصدون لقوات الاحتلال في جميع أرجاء المدينة"، وفجرت كتيبة طولكرم عدة عبوات ناسفة في آليات الجيش الإسرائيلي منها عبوة ناسفة فُجِرت بجرافة عسكرية.

### اجتياح (16+17 ديسمبر 2023)
اجتاحت إسرائيل مدينة طولكرم ومخيمي المدينة (مخيم طولكرم ومخيم نور شمس) في حوالي الساعة 10:00 مساءً بتوقيت فلسطين من يوم السبت 16 ديسمبر 2023 بأكثر من 50 آلية عسكرية ترافقها الجرافات العسكرية المُجنزرة، وقد استمر الاجتياح حتى حوالي الساعة 9:30 من صباح اليوم الأحد 17 ديسمبر 2023، وأسفر هذا الاجتياح عن مُقتل 5 فلسطينيين في مخيم نور شمس بعضهم قُتل بقصف جوي بالطائرات المسيرة كما أصيب آخرين.
خلال الاجتياح فقد اندلعت اشتباكات عنيفة بين الجيش الإسرائيلي ومُقاتلي كتيبة طولكرم، وجرفت الجرافات العسكرية الإسرائيلية المُجنزرة عدة شوارع وبنى تحتية في مخيمي المدينة مخلفةً "دمارًا هائلًا"، كما دمرت القوات الإسرائيلية أربعة منازل في مخيم نور شمس بشكل جزئي، ونشر الجيش الإسرائيلي قناصته على أسطح البنايات العالية في مختلف مناطق المدينة، ودعت مساجد طولكرم عبر مكبرات الصوت المواطنين للتصدي للقوات الإسرائيلية.
وأكد الجيش الإسرائيلي في بيان له أنه "نفذ في طولكرم عمليات جوية استهدفت عددًا من المجموعات الإرهابية المسلّحة التي أطلقت النار وألقت متفجرات وهدّدت حياة القوات".
قالت جمعية الهلال الأحمر الفلسطيني أن "قوات الاحتلال منعت طواقم الإسعاف من الدخول لمخيم نور شمس لنقل الإصابات رغم التنسيق من خلال اللجنة الدولية للصليب الأحمر".
قالت كتيبة طولكرم إن مقاتليها استهدفوا القوات الإسرائيلية في كافة محاور المدينة، كما قالت الكتيبة بأنها أوقعت الجنود الإسرائيليين وآلياتهم "بكمائن متكررة" من العبوات الناسفة، حيث جاء في بيان كتيبة طولكرم: "جنودنا تتصدى الآن للقوات الإسرائيلية المقتحمة لمدينة طولكرم ومخيماتها باستخدام عبوات الأمير1، مقاتلونا يستهدفون قوات الاحتلال على كافة المحاور ويوقعون جنود العدو بكمائن متكررة".
وتمكنت كتيبة طولكرم من تفجير مركبة النمر الإسرائيلية المدرعة بعبوة ناسفة مما أدى لتدمير أجزاء فيها وسقوط حطام منها وليضطر الجيش الإسرائيلي لسحبها من طولكرم، وقالت كتيبة طولكرم: "أصابت العبوة آلية النمر بشكل مباشر مما أدى لتفجيرها، وهذه بقاياها، هذه الآلية معروفة بنقل جنود الاحتلال، نحن نؤكد أن الجنود الذين كانوا بداخلها أصيبوا رغم تكتم العدو على ذلك".
وأدان مجلس النواب المصري بشدة الاقتحام الإسرائيلي لمدينة طولكرم، وقال رئيس لجنة الشؤون العربية بمجلس النواب النائب المصري أحمد فؤاد أباظة: "إن قيام قوات كبيرة من جيش الاحتلال باقتحام مدينة طولكرم يتطلب سرعة التدخل من المجتمع الدولي بجميع دوله ومنظماته بصفة عامة والولايات المتحدة الأمريكية بصفة خاصة الإسراع في اتخاذ جميع الإجراءات لتنفيذ رؤية مصر بقيادة الرئيس عبد الفتاح السيسي لإجبار حكومة الاحتلال على الوقف الفوري لاعتداءاتها ضد الفلسطينيين".
وأعلنت القوى الوطنية والإسلامية في محافظة طولكرم الاضراب الشامل لجميع مناحي الحياة لليوم الأحد 17 ديسمبر 2023 تنديدًا بالاجتياح وحدادًا على أرواح القتلى الفلسطينيين، ومع هذا الاجتياح فقد بلغ عدد من الفلسطينيين الذين قتلهم الجيش الإسرائيلي في طولكرم منذ 7 أكتوبر 2023 51 قتيلًا فلسطينيًا.

### اجتياح (23+24 ديسمبر 2023)
في الساعة 10:40 بتوقيت فلسطين من مساء يوم السبت 23 ديسمبر 2023 اجتاحت إسرائيل مدينة طولكرم ومخيمي المدينة بعشرات الآليات العسكرية ترافقها الجرافات العسكرية المُجنزرة "D9" قادمةً من محور المدينة الغربي (معبر 104) كما كُل اجتياح، وقد استمر هذا الاجتياح حتى الساعة 6:30 من صباح يوم الأحد 24 ديسمبر 2023 وهو اليوم الذي يُصادف ليلة عيد الميلاد حسب التقويم الغربي المسيحي.
ودفع الجيش الإسرائيلي بمزيدٍ من التعزيزات العسكرية وسط اشتباكاتٍ عنيفة بين عناصر الجيش وبين عناصر كتيبة طولكرم الفلسطينية، وقد خلف الاجتياح دمارًا في الشوارع والبنى التحتية في مخيم نور شمس بالمدينة إثر تجريفها من قبل الجرافات العسكرية الإسرائيلية المُجنزرة، كما دمرت الجرافات مقطعًا من "دوار اليونس" بالمدينة، ودمرت أيضًا سياراتٍ خاصة ومنشآتٍ أهلية وحكومية.
قالت كتيبة طولكرم أنها فجرت جرافتين عسكريتين إسرائيليتين في مخيم نور شمس بعبواتٍ ناسفة مما أدى إلى إعطابهما.

### اجتياح (25+26 ديسمبر 2023)
بعد ساعاتٍ قليلةٍ فقط من انسحاب الجيش الإسرائيلي من طولكرم في الاجتياح السابق الأخير، فقد عاد الجيش الإسرائيلي واجتاح المدينة ومخيميها في حوالي الساعة 11:10 بتوقيت فلسطين من مساء يوم الاثنين 25 ديسمبر 2023 بعشرات الآليات العسكرية والجرافات العسكرية المُجنزرة، وقد استمر هذا الاجتياح حتى حوالي الساعة 8:00 صباحًا من يوم الثلاثاء 26 ديسمبر 2023، واسفر الاجتياح عن إصابة جندي إسرائيلي خلال الاشتباكات العنيفة التي اندلعت بين الجيش الإسرائيلي وكتيبة طولكرم.
خلال الاجتياح فقد دمرت جرافات الجيش الإسرائيلي أسوارًا ومركبات وشوارع في مخيم نور شمس، كما تعرضت سيارة تابعة للأمم المتحدة للدمار في المخيم، وفجر الجيش الإسرائيلي ثلاثة منازل فلسطينية في المخيم، كما قصف الجيش الإسرائيلي مبنى قيد الإنشاء قرب "بئر مياه الحمد الله" في المدينة بصواريخ الأنيرجا.

### اجتياح (27 ديسمبر 2023)
لم تمضِ عدة ساعات معدودة على الانسحاب الإسرائيلي الأخير من مدينة طولكرم، حتى عاد الجيش الإسرائيلي واجتاح المدينة ومخيميها بعشرات الآليات العسكرية والجرافات العسكرية المُدولبة والمُجنزرة في حوالي الساعة 12:00 بتوقيت فلسطين من صباح يوم الأربعاء 27 ديسمبر 2023، وقد استمر الاجتياح حتى حوالي الساعة 7:15 من صباح ذات اليوم، وأدى الاجتياح إلى مقتل 6 فلسطينيين بقصفٍ جوي في مخيم نور شمس وإصابة فلسطينيين آخرين جراء الاجتياح.
بدأ الاجتياح باقتحام الجيش الإسرائيلي لمنطقة وسط المدينة المتمثلة بمحيط الكنيسة الأرثوذكسية وشارع خضوري وميدان جمال عبد الناصر ومجمع الكراجات القديم بالتوازي مع اقتحام مخيم نور شمس بالمدينة، ثم امتد الاجتياح لمخيم طولكرم بالمدينة، وقد خلفت الجرافات العسكرية الإسرائيلية دمارًا في البنية التحتية.
خلال الاجتياح فقد قصف الجيش الإسرائيلي بالطائرات المسيرة هدفًا له داخل مخيم نور شمس مما أدى لمقتل 6 فلسطينيين وإصابة آخرين، كما قصف الجيش الإسرائيلي بقذائف الإنيرجا منزلًا مهجورًا في حي إسكان الموظفين بالمدينة وفجر مركبة فلسطينية.
وذكرت جمعية الهلال الأحمر الفلسطيني في بيان لها أن القوات الإسرائيلية أعاقت وصول طواقمها إلى داخل مخيم نور شمس، وأعلن مستشفى ثابت ثابت الحكومي في المدينة عن وصول كافة الضحايا والجرحى الفلسطينيين للمستشفى بعد ساعة من إعاقة الجيش الإسرائيلي وصول مركبات الإسعاف إلى المستشفى.
وكانت الفصائل الفلسطينية بطولكرم قد أعلنت عن يوم إضرابٍ شامل لجميع مناحي الحياة في محافظة طولكرم حدادًا واستنكارًا لما جرى.
وأشارت وكالة فرانس برس إلى أن الجيش الإسرائيلي رفض التعليق بشكلٍ فوري عن عمليته العسكرية في طولكرم.
قالت منظمة التعاون الإسلامي في بيانٍ لها في 27 ديسمبر 2023 معلقةً على الاجتياح الإسرائيلي لطولكرم أنها «تدين بشدة استمرار جرائم العدوان العسكري التي يقوم بها الاحتلال الإسرائيلي ضد الشعب الفلسطيني والتي أدت إلى ارتقاء ستة شهداء في مدينة طولكرم».
وقالت الأمم المتحدة في بيانٍ لها في 28 ديسمبر 2023 أن «إسرائيل استخدمت طائرة دون طيار ضد السكان في طولكرم».

### اجتياح (30+31 ديسمبر 2023)
اجتاحت إسرائيل مدينة طولكرم ومخيميها (مخيم نور شمس ومخيم طولكرم) مجددًا في حوالي الساعة 10:45 بتوقيت فلسطين من مساء يوم السبت 30 ديسمبر 2023، وقد استمر الاجتياح حتى الساعة 10:00 صباحًا من يوم الأحد 31 ديسمبر 2023 وهو اليوم الأخير من العام 2023، وشاركت في الاجتياح عشرات الآليات العسكرية الإسرائيلية بما فيها جرافات عسكرية مُجنزرة ومدولبة مُخلفةً دمارًا هائلًا لا سيما في مخيم نور شمس، وأصيب عدة فلسطينيين بجراحٍ مختلفة إثر هذا الاجتياح كما اُعتُقِلَ عشرات آخرين.
فور دخول الجيش الإسرائيلي لمدينة طولكرم فقد أصدرت كتيبة طولكرم في 30 ديسمبر 2023 بيانًا قالت فيه «نحن على أتم الاستعداد لمجابهة هذا العدو الجبان الخائف الذي سيدفع الليلة ثمن جرائمهِ غاليًا».
منذ بداية الاجتياح وحتى نهايته فقد حاصر الجيش الإسرائيلي بشكلٍ مطبق كُلٍ من مستشفى الإسراء التخصصي ومستشفى ثابت ثابت في المدينة، وفتش الجيش سيارات الإسعاف الفلسطينية المتوجهة من وإلى المستشفيين.
وخلال الاجتياح فقد قصف الجيش الإسرائيلي بالطائرات المسيرة موقعين في مخيم نور شمس مما أدى لوقوع إصابات في صفوف الفلسطينيين، كما قصفت الطائرات المسيرة الإسرائيلية أيضًا موقعين في مخيم طولكرم مما أدى لوقوع إصابتين إحداهما خطيرة.
وأعلنت كتيبة طولكرم أن عناصرها خاضوا اشتباكاتٍ عنيفة مع القوات الإسرائيلية المُتوغلة وأنها فجرت عبواتٍ ناسفة، كما أعلنت كتيبة طولكرم أنها تمكنت من تفجير عبوة ناسفة في آلية عسكرية إسرائيلية في مخيم نور شمس مما أدى إلى إعطابها وتعطيلها.
أدى هذا الاجتياح لدمارٍ هائل في مخيم نور شمس شمل هدم وتفجير 10 منازل بعضها مكون من عدة طبقات وتحطيم 15 مركبة فلسطينية ودمارًا كاملًا في البنية التحتية، كما حطم الجيش الإسرائيلي مركباتٍ فلسطينية في مدخل مستشفى ثابت ثابت الحكومي بالمدينة.

## يناير 2024

### اجتياح (3+4 يناير 2024)
في حوالي الساعة 12:05 بتوقيت فلسطين من فجر يوم الأربعاء 3 يناير 2024 اجتاحت إسرائيل مدينة طولكرم ومخيمي المدينة (مخيم طولكرم ومخيم نور شمس) بعشرات الآليات العسكرية ترافقها الجرافات العسكرية المُجنزرة "D9" والمدولبة، في اجتياح هو الأكبر والأوسع والأطول والأكثر تدميرًا منذ الانتفاضة الفلسطينية الثانية حتى تاريخه، وقد أدى هذا الاجتياح إلى دمارٍ هائل غير مسبوق في المخيمين، واستمر الاجتياح حتى حوالي الساعة 3:45 من عصر يوم الخميس 4 يناير 2024، أي لحوالي 40 ساعة متواصلة، وقد أصيب خلال الاجتياح 21 فلسطينيًا، في حين أعلنت إسرائيل عن إصابة 3 من جنودها أحدهم بجراحٍ خطيرة.
في بداية الاجتياح وزع الجيش الإسرائيلي منشوراتٍ يعلن فيها "فرض حظر التجول حتى إشعارٍ آخر"، كما حاصر الجيش الإسرائيلي بشكلٍ كامل كُلٍ من مستشفى الإسراء التخصصي ومستشفى ثابت ثابت في المدينة، وفتش سيارات الإسعاف الفلسطينية المتوجهة من وإلى المستشفيين، ودقق في هوية كافة الداخلين والخارجين للمستشفيين.
وأطلقت مسيرة للجيش الإسرائيلي صاروخًا في مخيم طولكرم مما أدى لإصابة عددٍ من المواطنين، كما أطلق الجيش النار على تجمع للصحفيين مقابل مخيم نور شمس المحاصر بالمدينة.
وسببت الجرافات العسكرية الإسرائيلية دمارًا هائلًا غير مسبوق في مخيم طولكرم ومخيم نور شمس شمل الشوارع والبنية التحتية والمباني السكنية والمحال التجارية، ففي مخيم طولكرم دمر الجيش الإسرائيلي شوارع المخيم وبنيتها التحتية بصورة شبه كاملة، وكذلك الأمر في مخيم نور شمس، وفي مخيم نور شمس أيضًا فجر الجيش الإسرائيلي قاعةً وستة منازل وخرب عشرات المنازل الأخرى.
بهذا الصدد قال رئيس بلدية طولكرم رياض عوض: "إن الاحتلال تعمد تدمير البنية التحتية في مخيمي طولكرم ونور شمس، ما تسبب بانقطاع التيار الكهربائي وشبكة المياه عنهما، نظرًا لضرب الاحتلال عددًا من الخطوط الرئيسة المغذية للمخيمين، فضلًا عن تجريف الشوارع وتدمير شبكة الصرف الصحي وأصبحت المياه العادمة تنساب في الشوارع"، كما أكد قائلًا "أن تدمير شبكات المياه والكهرباء والصرف الصحي والشوارع يشكل عبئًا كبيرًا على كاهل البلدية".
وقال قيادي في حركة فتح "أن مخيم نور شمس شهد تدميرًا كبيرًا، وكأن زلزالًا ضربه، والخسائر بعشرات ملايين الدولارات. ما جرى في المخيم شبيه بما يجري في قطاع غزة، بيوت دمرت، تم العبث فيها، عشرات البيوت بلا نوافذ وأبواب، الطرقات مدمرة بالكامل والبنية التحتية من كهرباء ومياه وصرف صحي تم تجريفها"، وأضاف القيادي قائلًا "مكتب الوكالة (وكالة الأمم المتحدة لإغاثة وتشغيل اللاجئين الفلسطينيين) تم تجريف جزء منه وعلم الأمم المتحدة مرفوع عليه، دون مراعاة لأي حرمة، وكذلك المساجد تم انتهاكها وتدنيسها".
وأكدت هيئة شؤون الأسرى والمحررين ونادي الأسير الفلسطيني أن عمليات التحقيق الميداني التي قام بها الجيش الإسرائيلي لسكان مخيم نور شمس قد طالت نحو 500 مواطن بينهم أطفال ونساء.
وقالت جمعية الهلال الأحمر الفلسطيني أن طواقمها تعاملت مع 21 إصابة، 17 إصابة منها بالضرب المبرح والكسور خلال عمليات الاعتقال الميداني للشبان، و3 إصابات بالشظايا، وإصابة واحدة بالرصاص الحي. كما قالت جمعية الهلال الأحمر الفلسطيني أن الجيش الإسرائيلي منع طواقم الإسعاف الفلسطينية من الوصول إلى المصابين رغم التنسيق المسبق عبر اللجنة الدولية للصليب الأحمر.
وقالت كتيبة طولكرم بأنها فجرت عبوات ناسفة بقوات الجيش الإسرائيلي بالإضافة لتفجيرها سيارة مفخخة عن بُعد على الشارع الرئيسي في مخيم نور شمس بصورة مباشرة بقوة إسرائيلية أدت لمقتل وإصابة جنود إسرائيليين، وفق بيان للكتيبة.
وأعلن الجيش الإسرائيلي عن إصابة 3 من جنوده أحدهم بجراحٍ خطيرة خلال الاجتياح، وتعرضت عدة آليات للجيش الإسرائيلي للإعطاب مما اضطر بالجيش لسحبها من طولكرم.

### اجتياح (8+9 يناير 2024)
في مساء يوم الاثنين 8 يناير 2024 نفذت القوات الخاصة الإسرائيلية المشتركة (الجيش الإسرائيلي والشرطة الإسرائيلية وجهاز الشاباك) عملية اغتيال لثلاثة شبان فلسطينيين من عناصر كتيبة طولكرم قرب مسجد القيسي في مدينة طولكرم، وبعد وقتٍ قليل من عملية الاغتيال فقد اجتاحت إسرائيل مدينة طولكرم ومخيميها (مخيم طولكرم ومخيم نور شمس) في ذات اليوم وذلك في حوالي الساعة 11:00 مساءً بتوقيت فلسطين من يوم الاثنين 8 يناير 2024، وقد استمر الاجتياح حتى الساعة 7:00 صباح يوم الثلاثاء 9 يناير 2024، وأسفر الاجتياح عن إصابة 9 فلسطينيين بقصفٍ إسرائيلي.
في تعقيبٍ فوري على عملية الاغتيال فقد أعلنت كتيبة طولكرم عن بدئها "عملية موسعة حتى إشعارٍ آخر"، وعلقت وزارة الخارجية الفلسطينية عن مشهد دهس آلية عسكرية إسرائيلية لأحد القتلى الفلسطينيين الثلاث بعد قتله قائلةً "دهس شهيد طولكرم انحطاط أخلاقي وترجمة لتعليمات وتحريض إسرائيل الرسمية، وينم عن عقلية فاشية استعمارية عنصرية"، في حين قالت حركة حماس بأنها "عملية اغتيال جبانة".
بدأ الاجتياح بالانتشار الإسرائيلي المكثف في منطقة وسط ومركز مدينة طولكرم، وحاصر الجيش الإسرائيلي سيارات الإسعاف في محيط مستشفى ثابت ثابت الحكومي بالمدينة، بالتزامن مع بدء الجيش الإسرائيلي فرض حصارٍ على مخيم طولكرم.
وخلال الاجتياح بدأت الجرافات الإسرائيلية المجنزرة بعدد اثنتين والجرافات المدولبة بعدد اثنتين بعملية تجريف شوارع في مدينة طولكرم وداخل مخيم طولكرم كالشارع الواصل أمام "محكمة بلدية طولكرم" و"مسجد بلال بن رباح" بالمدينة وغيرها من الشوارع، ومن ثم توسع الاجتياح ليشمل مخيم نور شمس بالمدينة إذ شهد المخيم هو الآخر تجريف شوارع أيضًا.
وقالت كتيبة طولكرم بأنها فجرت عبواتٍ ناسفةٍ بآليات وجنود الجيش الإسرائيلي منها عبوة ناسفة استهدفت جرافة عسكرية إسرائيلية مُجنزرة في مخيم طولكرم مما أدى إلى إعطابها، وهو الأمر الذي استدعى بالجيش الإسرائيلي لسحب الجرافة المُجنزرة المعطوبة من طولكرم.
وخلال الاجتياح قصف الجيش الإسرائيلي بطائرة مسيرة منزلًا في مخيم طولكرم مما أدى إلى وقوع 9 إصابات في صفوف الفلسطينيين وفق ما أفاد الهلال الأحمر الفلسطيني.

### اجتياح (11+12 يناير 2024)
عادت إسرائيل واجتاحت مدينة طولكرم مجددًا، ففي حوالي الساعة 10:15 من مساء يوم الخميس 11 يناير 2024 اجتاح الجيش الإسرائيلي المدينة بعشرات الآليات العسكرية تُرافقها أربعة جرافاتٍ عسكريةٍ مُجنزرةٍ ومدولبةٍ، وقد استمر الاجتياح حتى حوالي الساعة 7:00 صباحًا من يوم الجمعة 12 يناير 2024، وخلف الاجتياح دمارًا كبيرًا في شوارع رئيسية وبنى تحتية.
وأدى الاجتياح إلى دمارٍ واسعٍ في الشوارع والبنية التحتية في داخل ومحيط مخيم نور شمس بالمدينة، كما جرفت الجرافات الإسرائيلية مقطعًا من "شارع السكة" ومحيط "دوار إكتابا" بالمدينة، وقالت كتيبة طولكرم بأنها تصدت للاجتياح في مخيم نور شمس وخاضت اشتباكاتٍ عنيفةٍ.
وخلال الاجتياح، فجرت كتيبة طولكرم عبوة ناسفة "شديدة الانفجار" بجرافة عسكرية إسرائيلية مُجنزرة من طراز D9 في مخيم نور شمس مما أدى إلى اشتعال النيران فيها، وقالت كتيبة طولكرم في بيانٍ لها بأن الجرافة المُستهدفة "قد تم إنهاء خدمتها، وتحقيق إصابة ومقتل من فيها"، كما قالت كتيبة طولكرم بأن وحدة الهندسة لديها تمكنت من "تفجير عبوة في جيب عسكري من نوع (نمر) في مخيم نور شمس والذي تحول إلى كُتلة من اللهب وتحقيق إصابات مُحققة".

### اجتياح (17+18+19 يناير 2024)
في حوالي الساعة 4:30 من فجر يوم الأربعاء 17 يناير 2024 اجتاحت إسرائيل بشكلٍ موسع جدًا مدينة طولكرم ومخيم طولكرم بالمدينة بعشرات الآليات والجرافات العسكرية الإسرائيلية، وامتد الاجتياح ليشمل مخيم نور شمس بالمدينة، واستمر الاجتياح حتى حوالي الساعة 12:40 من فجر يوم الجمعة 19 يناير 2024، أي لنحو 45 ساعة متواصلة، في اجتياحٍ هو أيضًا الأطول والأعنف منذ الانتفاضة الثانية، وقد أسفر الاجتياح عن مقتل 8 فلسطينيين وإصابة آخرين بإصاباتٍ خطيرة، في المقابل أصيب جندي إسرائيلي بجراحٍ خطيرة.
بدأ الاجتياح بمحاصرة الجيش الإسرائيلي لمخيم طولكرم بالمدينة بشكلٍ كامل وشرعت الجرافات العسكرية الإسرائيلية بعملية تجريف كاملة لشوارع المخيم، كما حاصر الجيش الإسرائيلي كُلٍ من "مستشفى ثابت ثابت الحكومي" و"مركز إسعاف الشفاء" في مركز المدينة، و"مستشفى الإسراء التخصصي" في المنطقة الغربية من المدينة، و"مركز إسعاف وطوارئ الهلال الأحمر الفلسطيني" في المنطقة الجنوبية بالمدينة، وفتش سيارات الإسعاف الفلسطينية.

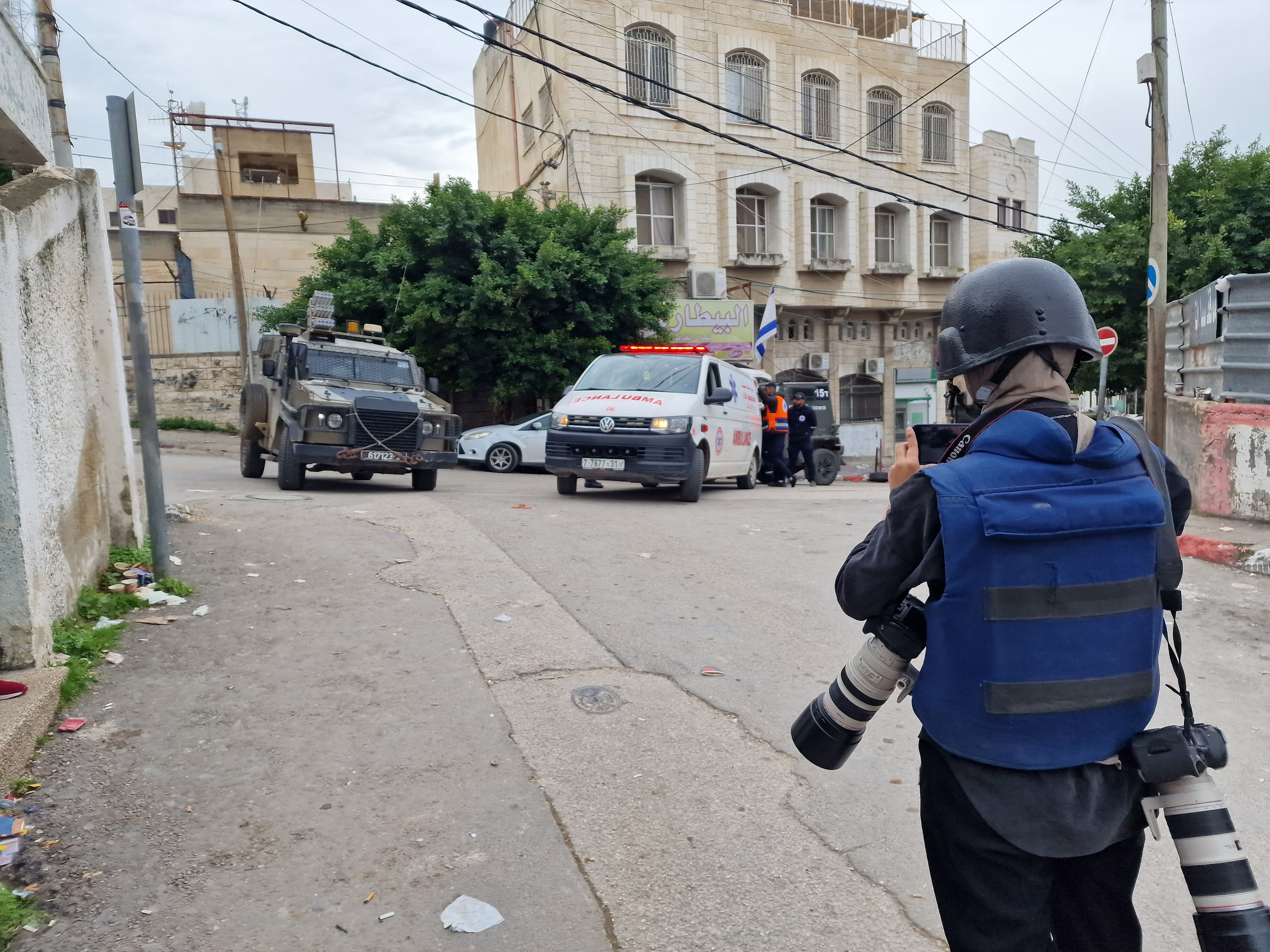
الجيش الإسرائيلي خلال محاصرته مستشفى ثابت ثابت الحكومي في مدينة طولكرم، 17 يناير 2024.

وقصفت الطائرات المسيرة الإسرائيلية مخيم طولكرم بالمدينة عدة مراتٍ خلال الاجتياح، وقُتل أربعة فلسطينيين على الفور بقصفٍ جوي في مخيم طولكرم، كما قُتل فلسطيني آخر خلال الاشتباكات العنيفة التي اندلعت في مخيم طولكرم، في حين قُتل فلسطيني سادس قرب "مدرسة مسقط" بالمدينة بهجومٍ إسرائيلي بالرصاص على مركبته، وقُتل فلسطيني سابع في مخيم نور شمس بالمدينة، وقُتل فلسطيني ثامن في مخيم طولكرم بعد أن تُرك ينزف على الأرض لساعاتٍ طويلة ومُنِعَ الإسعاف من الوصول له.
كما قصفت الطائرات المسيرة الإسرائيلية مركبة إسعاف فلسطينية تابعة لجمعية الهلال الأحمر الفلسطيني مما أدى إلى تدميرها وإصابة اثنين من طاقمها بجراحٍ متوسطة وخطيرة.
وأشار الجيش الإسرائيلي إلى إصابة جندي من جنوده بجراحٍ خطيرة جراء الاشتباكات العنيفة في مخيم طولكرم ليجري نقله إلى المشفى لتلقي العلاج الطبي، كما تعرضت عدة آليات للجيش الإسرائيلي للإعطاب بسبب العبوات الناسفة التي فجرتها كتيبة طولكرم مما اضطر بالجيش لسحب هذه الآليات من طولكرم.
وشنت قوات الجيش الإسرائيلي حملة اعتقالات واسعة طالت العشرات من سُكان مخيم طولكرم ونقلتهم إلى مركز تحقيقٍ ميداني في "شارع السكة" بالمدينة، وخلفت الجرافات الإسرائيلية دمارًا كبيرًا غير مسبوق في الشوارع والبنية التحتية والمنازل والمحال التجارية في مخيم طولكرم، كما فجر الجيش الإسرائيلي عدة منازل في المخيم.
وفي حوالي الساعة 3:30 عصرًا من ذات اليوم الأربعاء 17 يناير 2024 فقد امتد الاجتياح الإسرائيلي الكبير إلى مخيم نور شمس بالمدينة ليشهد هو الآخر اشتباكاتٍ عنيفة ودمارًا كبيرًا في الشوارع والبنية التحتية جراء تجريفها لساعات عدة، كما امتد الاجتياح لمخيم نور شمس مُجددًا في حوالي الساعة 6:00 من صباح يوم الخميس 18 يناير 2024 الأمر الذي أدى إلى اشتباكاتٍ عنيفة في المخيم تخللها تفجير كتيبة طولكرم لعبواتٍ ناسفة، كما جرفت الجرافات الإسرائيلية مُجددًا شوارع ومنشآتٍ بالمخيم وفجر الجيش الإسرائيلي منازل في المخيم، بالتزامن مع الحصار الكلي لمخيم طولكرم الذي شهد أيضًا تفجير عبواتٍ واشتباكاتٍ مسلحةٍ عنيفة يوم الخميس 18 يناير 2024.
وبعد مرور 45 ساعة على هذا الاجتياح فقد أعلنت إسرائيل انتهاء هذه العملية العسكرية قائلةً أن قواتها "فتشت حوالي 1000 مبنى وعثرت على أكثر من 400 عبوة، بعضها مدفونة تحت الطرق، كما تم تدمير 5 مختبرات لإنتاج الشحنات و4 مراكز مراقبة، وتم إلقاء القبض على 37 مطلوبًا، بينهم مسؤولون كبار".
وعلق المتحدث الرسمي للأمم المتحدة حول هذا الاجتياح قائلًا أنه أدى إلى "جعل أكثر من 20 منزلًا غير صالحة للسكن في مخيمي نور شمس وطولكرم للاجئين عدا عن سقوط ضحايا مدنيين".
وباشرت طواقم بلدية طولكرم كمل كُل اجتياح بأعمال إزالة آثار الدمار، كما تفقد طولكرم ميدانيًا كُلٍ من مستشار الرئيس الفلسطيني لشؤون المحافظات إسماعيل جبر ووزير الأشغال العامة والإسكان الفلسطيني محمد زيارة ووزير الحكم المحلي الفلسطيني مجدي الصالح.

### اجتياح (29+30 يناير 2024)
في حوالي الساعة 9:50 من مساء يوم الاثنين 29 يناير 2024 اجتاحت إسرائيل مدينة طولكرم ومخيمي المدينة (مخيم طولكرم ومخيم نور شمس) بعشرات الآليات والجرافات العسكرية، وقد استمر الاجتياح حتى حوالي الساعة 5:40 من صباح يوم الثلاثاء 30 يناير 2024، وخلف هذا الاجتياح دمارًا كبيرًا في الشوارع والبنى التحتية وانقطاعًا طويلًا لأيام بشبكة المياه في المدينة ومخيميها.
وجرفت الجرافات العسكرية الإسرائيلية (جرافات مُجنزرة بعدد اثنتين وجرافات مُدولبة بعدد اثنتين) شوارع في المدينة والمخيمين؛ إذ جرفت مقطعًا في شارع السكة في المدينة إلى جانب تجريفها لشوارع في داخل مخيم نور شمس ومخيم طولكرم، كما دمرت الجرافات مدخلي "مسجد السلام" و"مسجد معاذ بن جبل" في مخيم طولكرم.

## فبراير 2024

### اجتياح (6+7 فبراير 2024)
اجتاحت إسرائيل مدينة طولكرم في حوالي الساعة 11:40 بتوقيت فلسطين من مساء يوم الثلاثاء 6 فبراير 2024 حيث تركز الاجتياح على مخيم نور شمس بالمدينة، واستمر الاجتياح حتى حوالي الساعة 5:40 صباحًا من يوم الأربعاء 7 فبراير 2024، وقد شاركت في الاجتياح عشرات الآليات العسكرية الإسرائيلية بما فيها جرافات عسكرية مُجنزرة ومدولبة مُخلفةً دمارًا هائلًا في شوارع مخيم نور شمس، وفي حوالي الساعة 1:30 ظهر ذات اليوم الأربعاء 7 فبراير 2024 عادت إسرائيل واجتاحت مدينة طولكرم وتحديدًا مخيم نور شمس بقواتٍ خاصة تبعها تعزيزات وجرافات حيث نفذت عملية اغتيال لثلاثة فلسطينيين بعد حصارهم في مبنى في مخيم نور شمس، وقد استمرت العملية حتى الساعة 7:40 من مساء ذات اليوم 7 فبراير 2024.
والقتلى الفلسطينيين الثلاث هم "معتصم علي دعمة" (قائد في كتيبة طولكرم) وابن عمه "إسلام إبراهيم علي دعمة" و"زياد علي هاشم دعمة"، حيث جرى اغتيالهم بعد محاصرتهم من الجيش الإسرائيلي في منزلٍ كانوا فيه في مخيم نور شمس، وقد قصف الجيش الإسرائيلي المنزل بالصواريخ ودمره بالجرافات، لتعلن وزارة الصحة الفلسطينية عن مقتلهم لاحقًا.
وأفاد الهلال الأحمر الفلسطيني بأن الجيش الإسرائيلي قد منع مركبات الإسعاف من الدخول إلى مخيم نور شمس لإجلاء القتلى والجرحى خلال هذه العملية العسكرية الواسعة.

### اجتياح وعملية (18 فبراير 2024)
نفذت القوات الإسرائيلية الخاصة اجتياحًا وعملية عسكرية خاصة لها في مخيم طولكرم في مدينة طولكرم صباح يوم الأحد 18 فبراير 2024 أسفرت عن مقتل فلسطينيين اثنين وإصابة آخرين بالرصاص، حيث اغتالت القوات الإسرائيلية القيادي في كتيبة طولكرم "محمد أحمد فايز العوفي" ومرافقًا له بعد أن حاصرتهم في منزل، في حين أصيب جندي إسرائيلي بجراحٍ خطيرة.
ففي حوالي الساعة 10:00 بتوقيت فلسطين من صباح يوم الأحد 18 فبراير 2024 اقتحمت قوات خاصة إسرائيلية مخيم طولكرم في مدينة طولكرم بمركبتين مدنيتين وحاصرت المنزل، تبعها تعزيزات عسكرية إسرائيلية كبيرة وثلاثة جرافات عسكرية إسرائيلية الأولى مُدولبة والثانية مُجنزرة والثالثة حفارًا محمولًا على شاحنة، إضافة لمروحيات الأباتشي الحربية المُحملة بالصواريخ في سماء المدينة، وسط اشتباكاتٍ مسلحةٍ عنيفة، واستمر الاجتياح حتى حوالي الساعة 1:45 ظهرًا حيث انسحبت قوات الجيش الإسرائيلي ومعها جثمان العوفي المُحتجز.
وانتشرت مركبات الجيش الإسرائيلي في شوارع مدينة طولكرم بما فيها منطقة "ميدان ثابت ثابت" وشارع البنوك في وسط المدينة، وقالت جمعية الهلال الأحمر الفلسطيني إن الجيش الإسرائيلي عوّق عمل الطواقم الطبية ومنع الإسعاف من الوصول إلى المصابين في المخيم.
وأعلن الجيش الإسرائيلي في بيانٍ رسمي له عن إصابة جندي إسرائيلي بجراحٍ خطيرة خلال الاشتباكات مع مسلحين فلسطينيين في مخيم طولكرم خلال هذه العملية العسكرية، وكانت مروحية عسكرية إسرائيلية قد هبطت في محيط مدينة طولكرم لإجلاء إصابات الجيش الإسرائيلي.

## مارس 2024

### اجتياح (3+4 مارس 2024)
في حوالي الساعة 11:30 بتوقيت فلسطين من مساء يوم 3 مارس 2024 اجتاحت إسرائيل مدينة طولكرم وقد تركز الاجتياح بالتحديد على مخيم نور شمس بالمدينة، واستمر الاجتياح حتى حوالي الساعة 8:45 من صباح يوم 4 مارس 2024، وشاركت في الاجتياح عشرات الآليات العسكرية الإسرائيلية والجرافات العسكرية المُجنزرة والمدولبة مُخلفةً دمارًا هائلًا وبخاصة في جزء من "شارع نابلس" بالمدينة والذي حفره الجيش الإسرائيلي لعدة أمتار تحت الأرض.
وأدى الاجتياح إلى اندلاع اشتباكاتٍ عنيفة بين كتيبة طولكرم والجيش الإسرائيلي فجرت خلاله كتيبة طولكرم عبوات ناسفةٍ "شديدة الانفجار" أدت إلى إعطاب ناقلتي جند إسرائيليتين من طراز "النمر" وأدت أيضًا إلى إعطاب جرافة عسكرية إسرائيلية مُدولبة مما استدعى بالجيش الإسرائيلي لسحبها من طولكرم من خلال جرها بواسطة جرافة عسكرية مُجنزرة.

### اجتياح (9 مارس 2024)
اجتاحت إسرائيل مدينة طولكرم وعلى وجه الخصوص مخيم نور شمس بالمدينة في حوالي الساعة 12:30 من فجر يوم 9 مارس 2024 بعشرات الآليات العسكرية الإسرائيلية والجرافات العسكرية المُجنزرة والمدولبة، وقد استمر الاجتياح حتى حوالي الساعة 8:15 من صباح ذات اليوم 9 مارس 2024، وأدى الاجتياح إلى دمارًا هائلًا في البُنية التحتية والشوارع بمدينة طولكرم.
وخلال الاجتياح فقد جرفت الجرافات العسكرية الإسرائيلية شارعي "دوار سيف" و"دوار بئر الحمد الله" في المدينة بشكلٍ كاملٍ، واندلعت اشتباكاتٍ عنيفة بين كتيبة طولكرم والجيش الإسرائيلي، كما فجرت كتيبة طولكرم عبواتٍ ناسفةٍ "شديدة الانفجار" أصابت إحداها جرافة عسكرية إسرائيلية مُجنزرة بصورة مباشرة مما اضطر بالجيش الإسرائيلي لسحبها من طولكرم عبر جرها بواسطة جرافة عسكرية مُجنزرة أخرى.

### اجتياح (11 مارس 2024)
لم تمضِ ساعاتٍ عديدة على الاجتياح الأخير حتى عاد الجيش الإسرائيلي لاجتياح مدينة طولكرم ومخيمي المدينة (مخيم نور شمس ومخيم طولكرم) في حوالي الساعة 12:15 من فجر يوم الاثنين 11 مارس 2024 وهو اليوم الأول من شهر رمضان في الأراضي الفلسطينية بأكثر من 25 آلية عسكرية إسرائيلية و4 جرافات عسكرية اثنتان منها مُجنزرة، واستمر الاجتياح حتى حوالي الساعة 6:35 من صباح ذات اليوم 11 مارس 2024، وقد أدى هذا الاجتياح إلى دمارًا هائلًا كبيرًا في الشوارع والبنى التحتية في مدينة طولكرم ومخيمي المدينة (مخيم نور شمس ومخيم طولكرم).
وبدأ الاجتياح بتجريف الجرافات العسكرية الإسرائيلية لمنطقة "دوار سارية العلم" في مدينة طولكرم، ثم محاصرة مخيم نور شمس بالمدينة الذي شهد اشتباكاتٍ عنيفة بين كتيبة طولكرم والجيش الإسرائيلي وتفجير كتيبة طولكرم لعبوات ناسفة شديدة الانفجار، كما قام الجيش الإسرائيلي بتجريف شوارع عديدة في مخيم نور شمس إضافة إلى تجريف "دوار سيف" في المدينة مُجددًا للمرة الثانية خلال أقل من يومين، وسط إطلاق الجيش الإسرائيلي للقنابل الضوئية في سماء المنطقة.
وفجرًا انتقلت قوات الجيش الإسرائيلي إلى مخيم طولكرم بالمدينة ليشهد هو الآخر اشتباكاتٍ ضاريةٍ بين كتيبة طولكرم والجيش الإسرائيلي، بالتزامن مع تجريف الجرافات العسكرية الإسرائيلية مُجددًا للشوارع الرئيسية والبنية التحتية في مخيم طولكرم بشكلٍ كامل.

### اجتياح (20+21 مارس 2024)
في حوالي الساعة 10:20 من مساء يوم الأربعاء 20 مارس 2024 بتوقيت فلسطين اجتاحت إسرائيل مدينة طولكرم ومخيم نور شمس بالمدينة بأكثر من 50 آلية عسكرية تُرافقها الجرافات العسكرية الثقيلة، وقد استمر الاجتياح حتى حوالي الساعة 8:45 من صباح يوم الخميس 21 مارس 2024، وأسفر الاجتياح عن مقتل 4 فلسطينيين وإصابة آخرين إلى جانب دمارًا كبيرًا هو الأضخم في شوارع المدينة.
قبل الاجتياح بساعاتٍ معدودة فقد جرفت إسرائيل الشارع المحيط "بمسجد المرابطين" في المدينة مرتين يوم الأربعاء 20 مارس 2024، ثم بدأ الاجتياح بحصار الجيش الإسرائيلي لمنطقتي وسط المدينة ومخيم نور شمس بالمدينة، حيث انتشرت آليات الجيش الإسرائيلي في "شارع باريس" ومحيط "ميدان ثابت ثابت" ومحيط "مستشفى طولكرم الحكومي" في وسط المدينة.
في بداية الاجتياح فقد قصف الجيش الإسرائيلي هدفًا في مخيم نور شمس بطائرةٍ مسيرة مما أدى إلى مقتل فلسطينيين اثنين على الفور وإصابة آخرين، ثم قتل الجيش الإسرائيلي فلسطينيين اثنين آخرين خلال الاشتباكات المسلحة العنيفة في المخيم.
وأعلن الجيش الإسرائيلي عن منع التجول في مخيم نور شمس، ونشر قناصته في المنطقة، وحول منازل عدة إلى ثكناتٍ عسكرية، كما هدم منزل أحد المطاردين الفلسطينيين.
وأدى هذا الاجتياح إلى دمارًا كبيرًا هو الأضخم في شوارع مدينة طولكرم؛ إذ جرفت الجرافات العسكرية الإسرائيلية شوارع في المدينة بشكلٍ غير مسبوق، كالشارع المحيط بمسجد المرابطين، وشارع السكة (المقطع المُمتد من "دوار بئر الحمد الله" وحتى "دوار سيف")، والشارع المحيط "بدوار سيف" وهو الدوار الذي جرفه الجيش سابقًا، و"شارع نابلس" (المقطع المُمتد من "دوار سيف" وحتى نهاية مخيم نور شمس).

## أبريل 2024

### اجتياح (8 أبريل 2024)
في حوالي الساعة 1:00 بتوقيت فلسطين من فجر يوم الاثنين 8 أبريل 2024 (فجر 29 رمضان) اجتاحت إسرائيل مدينة طولكرم ومخيم طولكرم بالمدينة بعشرات الآليات والجرافات العسكرية، واستمر الاجتياح حتى حوالي الساعة 5:30 من صباح ذات اليوم، وخلف الاجتياح دمارًا في البنية التحتية والشوارع.
وحاصر الجيش الإسرائيلي مخيم طولكرم بالمدينة بشكلٍ كامل، واندلعت اشتباكاتٍ عنيفة تخللها انفجاراتٍ عدة، كما جرفت الجرافات الإسرائيلية المُجنزرة والمدولبة مقطعًا من الشارع الواقع أمام "مسجد المرابطين" بالمدينة، ومقطعًا في الشارع المحيط "بدوار العلم"، وجرفت أيضًا مقطعًا في بداية "شارع البلاونة" بمحيط مخيم طولكرم، وانتشرت آليات الجيش الإسرائيلي في وسط المدينة وتحديدًا في منطقة "سوق الذهب" و"ميدان جمال عبد الناصر".

### اجتياح (18+19+20 أبريل 2024)
في 18 أبريل 2024 اجتاحت قوات الجيش الإسرائيلي، مساء يوم الخميس، مدينة طولكرم ومخيم نور شمس بالمدينة من محور المدينة الغربي ترافقها جرافاتٍ عسكرية مُجنزرة ومُدولبة، وحاصرت القوات مخيم نور شمس، مرورًا بميدان المحاكم (العليمي) وشارع جامعة القدس المفتوحة وشارع نابلس ودوار إكتابا وإسكان الموظفين. حيث فرض الجيش الإسرائيلي طوقًا وحصارًا مشددًا على مخيم نور شمس، ونشر الجيش آلياته على كافة محاور المخيم المؤدية إليه، وأغلق الشارع الرئيسي المحاذي لمداخله، وسط تحليق لطائرات الاستطلاع في سماء المنطقة على ارتفاع منخفض.
في اليوم الثاني من الاجتياح، 19 أبريل 2024، أصيب ثلاثة جنود إسرائيليين خلال تبادل إطلاق نار مع مقاومين فلسطينيين في المخيم، واستمر الجيش الإسرائيلي لليوم الثاني باقتحامات لعددٍ من المنازل وسط تنفيذ عمليات اعتقال.
في اليوم الثالث للاجتياح، 20 أبريل 2024، أعلن المتحدث باسم الجيش الإسرائيلي، إصابة تسعة جنود إسرائيليين، بجروحٍ متفاوتة بنيران فلسطينيين بمخيم نور شمس في طولكرم بالضفة الغربية.
وفي حوالي الساعة 11:30 ليلًا من اليوم الثالث للاجتياح، 20 أبريل 2024، انسحب الجيش الإسرائيلي من مخيم نور شمس ومدينة طولكرم بعد اجتياحٍ كان الأطول والأكبر والأعنف مُنذ الانتفاضة الثانية، وتمكنت مركبات الإسعاف الفلسطيني من الدخول للمخيم عقب انسحاب آليات الجيش الإسرائيلي وانتشال جثث 14 قتيل فلسطيني الذين أعلنت وزارة الصحة الفلسطينية عن وصول جثثهم إلى مستشفى ثابت ثابت الحكومي بالمدينة.
في 19 أبريل 2024 أدانت الرئاسة الفلسطينية ما وصفته بـ "الجريمة الجديدة التي ارتكبتها قوات الاحتلال الإسرائيلي في مدينة طولكرم بما فيها مخيمي نور شمس وطولكرم"، وفي 20 أبريل 2024 أدان رئيس المجلس الوطني الفلسطيني روحي فتوح ما وصفه بـ "الجريمة والمجزرة البشعة".
قالت منظمة التعاون الإسلامي أنها "تدين بشدة العدوان العسكري" على مخيم نور شمس بطولكرم، في بيانٍ لها في 20 أبريل 2024، وجددت المنظمة "مطالبتها المجتمع الدولي بتحمل مسؤولياته تجاه إلزام قوات الاحتلال بوقف عدوانها العسكري وانتهاكاتها المتواصلة في جميع أنحاء الأراضي الفلسطينية المحتلة وتوفير الحماية للشعب الفلسطيني".

## مايو 2024

### اجتياح (6 مايو 2024)
في حوالي الساعة 12:20 فجر يوم الاثنين 6 مايو 2024 بتوقيت فلسطين اجتاح الجيش الإسرائيلي مدينة طولكرم ومخيمي المدينة (مخيم نور شمس ومخيم طولكرم) بعشرات الآليات العسكرية تُرافقها خمسة جرافاتٍ عسكرية مُدولبة ومُجنزرة، وقد استمر الاجتياح حتى حوالي الساعة 11:00 ليلًا من ذات اليوم 6 مايو 2024، وأدى هذا الاجتياح إلى مقتل فلسطيني برصاص الجيش الإسرائيلي وإصابة آخرين إلى جانبِ دمارٍ في البنية التحتية والشوارع.
وبدأ اجتياح مدينة طولكرم بمحاصرة الجيش الإسرائيلي لمخيم نور شمس في المدينة وتجريف شوارع بالمخيم، ثم حصار مخيم طولكرم بالكامل وتفجير منازل فيه وتجريف شوارع بأكملها داخله، كما جرف الجيش الإسرائيلي شوارع في المدينة منها الشارع أمام مدخل مقر "مقاطعة طولكرم"، وحاصر الجيش منطقة وسط المدينة التي تضم مستشفى ثابت ثابت والذي حاصره الجيش الإسرائيلي أيضًا.
وفجر الجيش الإسرائيلي نقطة الطبية تابعة لجمعية الهلال الأحمر الفلسطيني في داخل مخيم طولكرم بالمدينة.

### اقتحام (16 مايو 2024)
في حوالي الساعة 12:00 فجر يوم الخميس 16 مايو 2024 بتوقيت فلسطين اقتحمت إسرائيل وسط مدينة طولكرم ترافقها جرافة عسكرية، وتمركز الجيش الإسرائيلي في مناطق محيط "ميدان جمال عبد الناصر" ومحيط "كنيسة طولكرم الأرثوذكسية" ومحيط مقر "الصليب الأحمر الدولي" ومدخل "مستشفى ثابت ثابت الحكومي" و"ميدان ثابت ثابت" و"دوار شويكة" و"شارع البنوك"، ونشر الجيش الإسرائيلي قناصته على أسطح البنايات المرتفعة وسط المدينة مما أدى إلى مقتل 3 فلسطينيين بالرصاص في وسط المدينة وإصابة 5 آخرين على الأقل، وقد استمر الاقتحام حتى حوالي الساعة 3:40 فجرًا، داهم خلالها الجيش الإسرائيلي عددًا من محلات الصرافة بالمدينة وقام بتفجير أحد هذه المحلات بالكامل، وعم الإضراب الشامل محافظة طولكرم يوم الخميس 16 مايو 2024 تلبيةً لدعوة القوى الوطنية والإسلامية الفلسطينية.

## يوليو 2024

### اجتياح (1 يوليو 2024)
في الساعة 3:45 بتوقيت فلسطين من فجر يوم الاثنين 1 يوليو 2024 اجتاحت إسرائيل مدينة طولكرم ومخيم نور شمس ومدخل مخيم طولكرم بالمدينة بعشرات الآليات العسكرية تُرافقها أربعة جرافات اثنتان منها مُجنزرة، واستمر الاجتياح حتى الساعة 1:00 من ظهر ذات اليوم، وقد خلف الاجتياح دمارًا هائلًا في البنية التحتية والشوارع وشبكة الإشارات المرورية الضوئية وخطوط المياه الرئيسية وتأجيلًا لامتحان الثانوية العامة الفلسطينية، كما أدى الاجتياح إلى مقتل فلسطينيين اثنين (طفل وسيدة) وإصابة آخرين، في حين أعلنت إسرائيل عن مقتل أحد جنودها وإصابة جنود آخرين خلال الاجتياح، إلى جانب تفجير وتدمير إحدى مركبات "النمر" الإسرائيلية بشكلٍ كبير، ويأتي هذا الاجتياح بعد ساعاتٍ فقط من قصفٍ جويٍ إسرائيلي لمنزلٍ في مخيم نور شمس بالمدينة ظهر يوم الأحد 30 يونيو 2024 أدى لمقتل "سعيد جابر" أحد قادة كتيبة طولكرم.
وكانت بداية الاجتياح بتدمير الجرافات الإسرائيلية لمنطقة ميدان "دوار اليونس" في مدينة طولكرم ثم تدمير "شارع السكة" وميدان "دوار إكتابا" بالمدينة، وبعد ذلك انتقلت القوات الإسرائيلية وجرافاتها إلى "شارع نابلس" بالمدينة الذي دمرته بشكلٍ كبير، وأعاد الجيش الإسرائيلي تجريف ما تبقى من منطقة ميدان "دوار سيف" الذي سبق للجيش وأن دمره بشكلٍ كامل في اجتياحاتٍ سابقة.
تعمقت القوات الإسرائيلية بعد ذلك في مخيم نور شمس، فاندلعت اشتباكاتٍ عنيفة، وفجرت كتيبة طولكرم عبوات ناسفةٍ إحداها أصابت مركبة "النمر" العسكرية الإسرائيلية المدرعة مما أدى إلى تدميرها "بشكلٍ كبير" وإصابة من فيها، الأمر الذي دفع بالجيش الإسرائيلي لإحضار مركبة عسكرية لوجستية ثقيلة لسحب مركبة "النمر" المعطوبة، كما نقل الجيش الإسرائيلي إصابات جنوده من طولكرم إلى معسكر "سناعوز" الإسرائيلي الملاصق للمدينة، تلاها هبوط طائرة مروحية عسكرية إسرائيلية في المعسكر نقلت إصابات الجنود، لِتُعلِنَ إسرائيل في ذات اليوم عن مقتل أحد جنودها، الرائد يهودا غاتو (22 عاماً) سائق مركبة النمر، وإصابة آخر بجروح خطيرة جراء التفجير، وهما يتبعان وحدة دوفدفان (لواء عوز).
ظُهرًا، ارتفعت وتيرة الاشتباكات المُسلحة بين عناصر كتيبة طولكرم والجيش الإسرائيلي عند مدخل مخيم طولكرم بالمدينة، حيث حاصرت الآليات والجرافات الإسرائيلية مدخل المخيم، مما أدى إلى مُقتل فلسطينيين اثنين (طفل وسيدة) في مخيم طولكرم برصاص الجيش الإسرائيلي، كما أصيب عدة فلسطينيين في أحياء المدينة ومُخيميها، وهو ما أعلنه مدير مستشفى طولكرم الحكومي ووزارة الصحة الفلسطينية، إضافة إلى ذلك فقد دمرت الجرافات الإسرائيلية ظُهرًا شبكة الإشارات المرورية الضوئية في منطقة "مفرق زنوبيا" وسط المدينة.
وكانت وزارة التربية والتعليم الفلسطينية قد أعلنت في تمام الساعة الثامنة صباحًا بشكلٍ طارئ عن تأجيل امتحان الثانوية العامة الفلسطينية الموحد (امتحان اللغة الإنجليزية) صباحًا لكافة مدارس محافظة طولكرم نظرًا للاجتياح الإسرائيلي المستمر لطولكرم، حيث كان الامتحان مقررًا صباحًا.
وكانت إسرائيل قبل هذا الاحتياج بساعاتٍ قد قصفت ظهر يوم الأحد 30 يونيو 2024 منزلًا في مخيم نور شمس بالمدينة بثلاثة صواريخ من طائرة مما أدى لمقتل القيادي في كتيبة طولكرم "سعيد جابر" وإصابة خمسة فلسطينيين آخرين بينها إصابتين بحالة خطيرة وصلت جميعها إلى مستشفى طولكرم الحكومي بالمدينة.
وبعد ساعاتٍ قليلة من الانسحاب الإسرائيلي فقد قصف الجيش الإسرائيلي بطائرة مُسيرة مخيم نور شمس مساء يوم الثلاثاء 2 يوليو 2024 مما أدى إلى مُقتل أربعة فلسطينيين على الفور.

### اجتياح (9 يوليو 2024)
في الساعة 12:50 بعد الليل بتوقيت فلسطين من يوم الثلاثاء 9 يوليو 2024 اجتاحت إسرائيل مدينة طولكرم ومخيم نور شمس بالمدينة بعشرات الآليات العسكرية تُرافقها سبعة جرافات عسكرية (ثلاثة جرافات مُجنزرة وثلاثة جرافات مدولبة وحفارًا كبيرًا واحدًا)، وقد استمر الاجتياح حتى حوالي الساعة 3:00 من عصر ذات اليوم 9 يوليو 2024، وخلف الاجتياح دمارًا هائلًا غير مسبوقًا في الشوارع والبنية التحتية، وُصِفَ الدمار بأنه الأضخم في تاريخ الضفة الغربية مُنذ نكسة عام 1967.

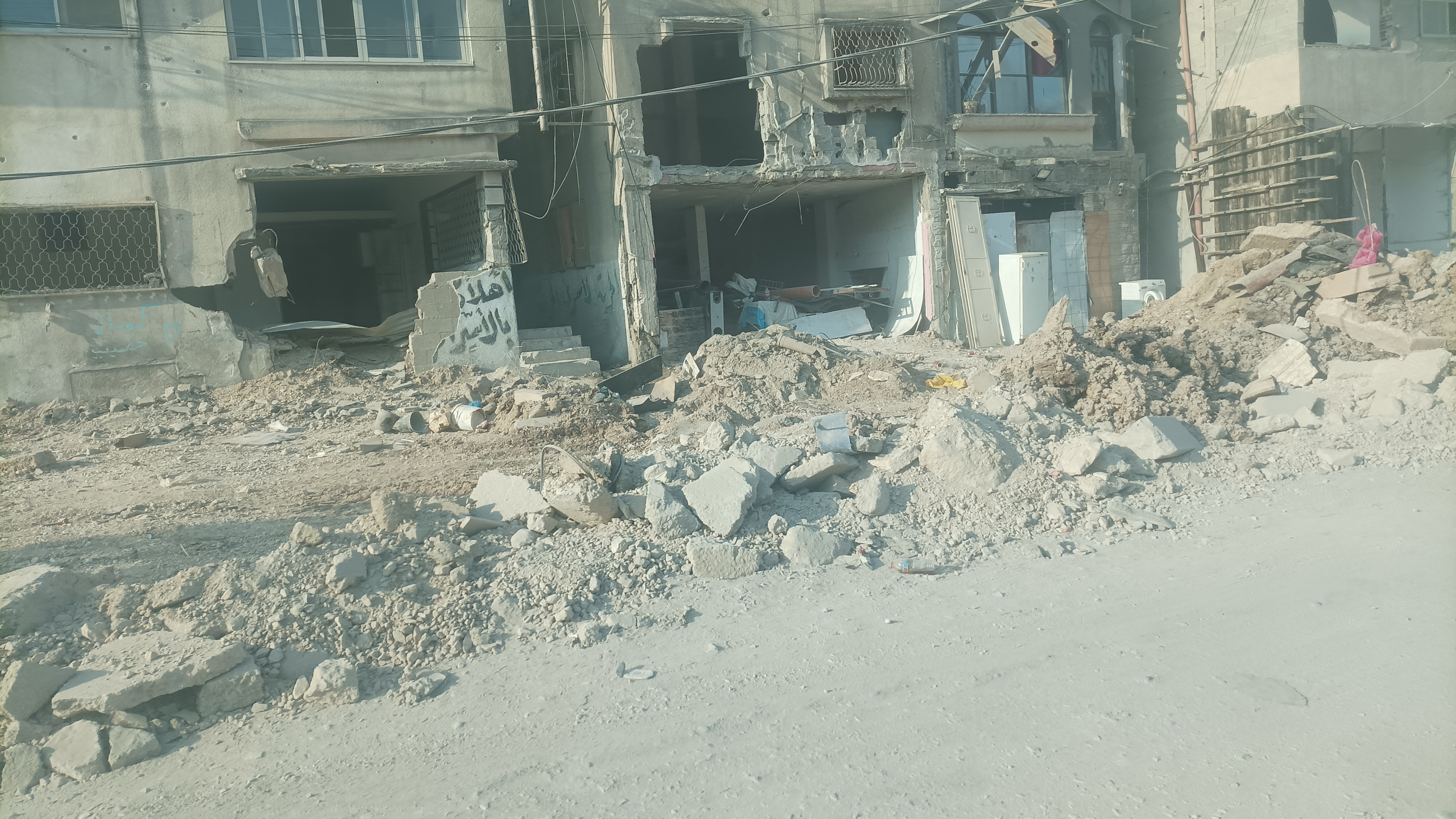
جانب من الدمار في مخيم نور شمس بمدينة طولكرم، يوليو 2024.

بدأ الاجتياح بمحاصرة الجيش الإسرائيلي لِكُلٍ من المُستشفى الحكومي ومستشفى الإسراء التخصصي في وسط المدينة بشكلٍ مُطبق، ونشر الجيش آلياته في منطقة السوق التجاري وسط المدينة، ودقق في هويات الصحفيين خلال تغطيتهم الأحداث، ونشر قناصته في عدة مباني، كما حاصر الجيش مخيم طولكرم في المدينة، وأحدث تشويشًا كبيرًا على شبكات الاتصالات والإنترنت في المدينة.
وعملت أربعة جرافات عسكرية بشكلٍ جماعي على تدمير ميدان "دوار اليونس" وسط المدينة بشكلٍ كامل مما أدى لاختفاء معالمه وتدمير بُنيته التحتية، وجرفت الجرافات بما فيها الحفار "شارع نابلس" في المدينة المُحاذي لمخيم نور شمس مما أدى لتحويله إلى خندق بعمق أكثر من 3 أمتار وتدميره بشكلٍ كامل بما في ذلك المحال التجارية والمنازل وشبكة الكهرباء والاتصالات والإنترنت وخطوط المياه والصرف الصحي، كما دمرت الجرافات منطقة ميدان "دوار سيف" والمحال التجارية المحيطة به وهو ذات الميدان الذي سبق للجيش الإسرائيلي وأن دمره بشكلٍ كامل في اجتياحاته السابقة، وبالتزامن مع ذلك فقد تعمقت الجرافات داخل مخيم نور شمس ودمرت منازل وشوارع عدة فيه، كما سحب الجيش الإسرائيلي آلية عسكرية معطوبة له بعد تفجيرها من قبل كتيبة طولكرم بإحدى العبوات الناسفة في مخيم نور شمس.
عقب الانسحاب الإسرائيلي فقد أعلنت بلدية طولكرم أن "مخيم نور شمس في مدينة طولكرم يعتبر منطقة منكوبة رسميًا"، كما أعلنت فصائل العمل العمل الوطني ومؤسسات وفعاليات طولكرم في بيانٍ استثنائيٍ لها أن مدينة طولكرم ومُخيميها (مخيم طولكرم ومخيم نور شمس) منطقة منكوبة بحاجة لإعادة إعمارها بشكلٍ عاجلٍ وزيارة القناصل لها.
وأدانت الحكومة الفلسطينية ما وصفته العدوان الإسرائيلي على طولكرم والتدمير غير المسبوق لمخيم نور شمس والبنية التحتية وخطوط الكهرباء والمياه الرئيسة بالمدينة، كما طالب الاتحاد الوطني للمؤسسات الأهلية في محافظة طولكرم من الحكومة الفلسطينية بدعوة عاجلة للقناصل والمؤسسات الدولية للاطلاع ميدانيًا على حجم الدمار.
تفقد وزيرا الحكم المحلي سامي حجاوي والأشغال العامة عاهد بسيسو ومدير عام الدفاع المدني العبد إبراهيم خليل حجم الدمار في مخيم نور شمس، وأعلنت مؤسسات حكومية وأهلية فلسطينية أن إسرائيل دمرتٍ عشرات المنازل الفلسطينية في مخيم نور شمس بشكلٍ كلي أو جزئي.

### اجتياح (22+23 يوليو 2024)
اجتاحت إسرائيل مدينة طولكرم ومخيم طولكرم في المدينة في حوالي الساعة 10:45 من مساء يوم 22 يوليو 2024 بعشرات الآليات العسكرية الإسرائيلية وسبعة جرافات عسكرية مُجنزرة ومدولبة، وقد استمر الاجتياح حتى حوالي الساعة 1:30 من ظهر يوم 23 يوليو 2024، وأدى الاجتياح إلى دمارٍ هائلٍ هو "الأوسع والأقوى" في البُنية التحتية والشوارع في وسط المدينة والمخيم وانقطاعًا للكهرباء والاتصالات والإنترنت والماء لساعاتٍ طويلة عن أحياء المدينة بما فيها مخيم طولكرم، وقُتل 5 فلسطينيين وأصيب آخرين بجروحٍ خطرة.
في مخيم طولكرم، بدأ اجتياح المخيم بدخول الجيش الإسرائيلي للمدينة من محوريها الغربي والجنوبي، وقد دمرت الجرافات الإسرائيلية بشكلٍ غير مسبوق البنية التحتية والشوارع بالكامل في المخيم، وقصفت طائرة إسرائيلية مُسيرة المخيم مما أدى إلى مُقتل خمسة فلسطينيين على الفور بينهم القائد في كتيبة طولكرم أشرف نافع وقائدٌ آخر، وقال المتحدث باسم الجيش الإسرائيلي في بيانٍ مقتضب إن "طائرة لسلاح الجو هاجمت مسلحين خلال العملية العسكرية"، وأعلنت كتيبة طولكرم عن تفجيرها عدة عبواتٍ ناسفة إحداها أصابات جرافة إسرائيلية مُجنزرة مما أدى إلى إعطابها، الأمر الذي دفع بالجيش الإسرائيلي لسحبها من طولكرم جرًا بواسطة جرافة مُجنزرة أخرى.
وفي وسط المدينة، فقد جرفت الجرافات الإسرائيلية جزءًا من "شارع المستشفى الحكومي" بالإضافة "لشارع المقاطعة"، كما دمرت جرافتين إسرائيليتين مُجنزرتين "سوق الخضار" وسط المدينة ومحيط "ميدان جمال عبد الناصر".
وفي أحياء المدينة الغربية، فقد دمرت جرافتين إسرائيليتين مُجنزرتين شبكة وأعمدة وكوابل الكهرباء والاتصالات والإنترنت في "شارع يافا" و"شارع الفاضلية" و"دوار خضوري" و"شارع مدرسة حلمي حنون"، وهدمت جُزءًا من جدار "مدرسة حلمي حنون"، وسحقت المركبات المصطفة على جوانب هذه الشوارع، وخلعت الأشجار.
وفي أحياء المدينة الشرقية، فقد دمرت جرفت الجرافات الإسرائيلية "شارع المقاطعة"، ودمرت نصب الشهداء، وهدمت جزءًا من سور مُديريتي الحكم المحلي والأشغال العامة، كما جرفت "شارع مفرق أبو صفية" وغيرها من الشوارع، ودمرت المركبات المصطفة.
ووصف الجيش الإسرائيلي هذا الاجتياح بأنه عملية عسكرية ضمن سلسلة عمليات لمكافحة الإرهاب في طولكرم، في حين ندد رئيس الحكومة الفلسطينية محمد مصطفى ما وصفه "بالهجمة الوحشية" على طولكرم خلال جلسة الحكومة الأسبوعية صباح يوم 23 يوليو 2024.

## أغسطس 2024

### اجتياح (3 أغسطس 2024)
بدأ هذا الاجتياح لمدينة طولكرم في حوالي الساعة 4:50 من فجر يوم السبت 3 أغسطس 2024 بدخول الجيش الإسرائيلي برفقة جرافاتٍ وتجريف "دوار العليمي" (ميدان سارية العلم الفلسطيني) بالمدينة ومحيطه كاملًا مما أدى إلى تدميره بشكلٍ كبير، ثم انسحب الجيش الإسرائيلي من المدينة في حوالي الساعة 5:50 صباحًا وقتل 5 فلسطينيين شمال المحافظة بقصفٍ جوي، ثم عاد الجيش الإسرائيلي في تمام الساعة 10:00 صباحًا واجتاح المدينة بصورة أوسع بما فيها مخيم طولكرم بالمدينة واستمر الاجتياح حتى الساعة 2:00 ظهرًا وخلاله قتل الجيش الإسرائيلي 4 فلسطينيين آخرين بقصفٍ جويٍ جديد شرق المدينة لترتفع حصيلة القتلى الفلسطينيين إلى 9، إلى جانب دمارٍ هائل.
وأدى هذا الاجتياح إلى دمارٍ كبير في أحياء المدينة الغربية والشرقية ومخيم طولكرم وسط المدينة، ففي الأحياء الشرقية دمرت الجرافات الإسرائيلية أسوارٍ وحطمت مركباتٍ بالكامل، وفي الأحياء الغربية جرفت "دوار العليمي" (ميدان سارية العلم الفلسطيني) ومحيطه بشكلٍ كامل، وفي مخيم طولكرم أعادت الجرافات تجريف شوارع المخيم من جديد مخلفةً دمارًا كبيرًا وسط اشتباكاتٍ عنيفة.

### اجتياح (22 أغسطس 2024)
في حوالي الساعة 12:20 من فجر يوم الخميس 22 أغسطس 2024 اجتاحت إسرائيل مدينة طولكرم ومخيم طولكرم بالمدينة بعشرات الآليات العسكرية الإسرائيلية يُرافقها جرافاتٍ عسكرية مُجنزرة ومدولبة، واستمر الاجتياح حتى حوالي الساعة 2:30 من ظهر ذات اليوم، وسَبَبَ الاجتياح دمارًا هائلًا في البُنية التحتية والشوارع وشبكات المياه والصرف الصحي في مخيم طولكرم، وتأجيلًا لامتحان الدورة الثانية من امتحان الثانوية العامة الفلسطيني في مدارس المدينة والمحافظة، كما أدى الاجتياح إلى مُقتل 3 فلسطينيين بقصفٍ جويٍ في مخيم طولكرم.
وبدأ الاجتياح الإسرائيلي بحصار الجيش الإسرائيلي المُطبق لِكُلٍ من مستشفى الإسراء التخصصي ومستشفى طولكرم الحكومي في المدينة، كما تمركز الجيش في محيط مقر المقاطعة ومبنى المُحافظة بالمدينة.
وقصف الجيش الإسرائيلي مخيم طولكرم بالمدينة بغارتين منفصلتين بطائراتٍ مُسيّرة قتالية مما أدى إلى مقتل ثلاثة فلسطينيين على الفور وهو ما أكدته وزارة الصحة الفلسطينية. كما أفاد الهلال الأحمر الفلسطيني أن طواقمه تعاملت مع أربعة إصابات مُختلفة في مواقع أخرى.
وأعلنت وزارة التربية والتعليم الفلسطينية عن تأجيلها لعقد امتحان الدورة الثانية من امتحان الثانوية العامة الفلسطيني "التوجيهي" في مدارس المدينة والمحافظة والذي كان مقررًا عقده صباح اليوم الخميس 22 أغسطس 2024، كما أدان رئيس المجلس الوطني الفلسطيني روحي فتوح ما وصفه عملية اقتحام وقصف وتدمير البنية التحتية في مخيم طولكرم داعيًا المجتمع الدولي للتدخل العاجل لوقف هذه الاعتداءات الإسرائيلية وفق قوله.
وقالت وسائل إعلام إسرائيلية إن جنديًا إسرائيليًا أُصيب في تفجير عبوة ناسفة في مخيم طولكرم، وسط اشتباكاتٍ عنيفة بين الجيش الإسرائيلي وكتيبة طولكرم في عدة محاور بالمدينة.

### اجتياح (28+29 أغسطس 2024)
في حوالي الساعة 12:00 من فجر يوم الأربعاء 28 أغسطس 2024 أطلقت إسرائيل عملية عسكرية واسعة في مدينة طولكرم ومخيم نور شمس بالمدينة بعشرات الآليات العسكرية الإسرائيلية يُرافقها جرافاتٍ عسكرية مُجنزرة ومدولبة وطائراتٍ مروحية ومُسيرة، وتوسعت العملية لتشمل أيضًا مخيم طولكرم بالمدينة، بالتزامن مع إطلاق ذات العملية العسكرية الواسعة في مخيم جنين ومخيم الفارعة قرب طوباس، لتكون هذه العملية العسكرية الإسرائيلية هي الأوسع والأكبر في الضفة الغربية مُنذ عملية الدرع الواقي عام 2002، وفي حوالي الساعة 11:00 ليلًا من يوم الخميس 29 أغسطس 2024 انسحب الجيش الإسرائيلي من مدينة طولكرم وُمخيمي المدينة (مخيم نور شمس ومخيم طولكرم) مُخلفًا دمارًا هائلًا هو الأكبر وعددٌ من القتلى الفلسطينيين، لتكون بذلك العملية العسكرية الإسرائيلية قد استمرت لـ 48 ساعة متواصلة.
وبدأ الاجتياح الإسرائيلي بحصارٍ كاملٍ من قبل الجيش الإسرائيلي لمستشفى الإسراء التخصصي ومستشفى طولكرم الحكومي في مدينة طولكرم، وقال الناطق باسم اللجنة الدولية للصليب الأحمر أن "المستشفيات تتمتع بحماية خاصة بموجب القانون الإنساني الدولي الذي يتوجب على كافة الأطراف احترامه".
ودمرت الجرافات الإسرائيلية عددًا من شوارع مدينة طولكرم بشكلٍ كامل منها (كامل شارع مديرية الشرطة، وكامل محيط "ميدان المحاكم"، وجزء من شارع "الديشة"، وكامل محيط "ميدان اليونس"، وجزء من "شارع نابلس"، وجزء من "شارع المرابطين" الجديد، وجزء من شارع وأراضي في "حي الأقصى"، وجزء من شارع "إسكان إكتابا"، وجزء من "ميدان إكتابا"، وكامل شارع "نور شمس الرئيسي"، وكامل شارع "البلاونة"، وغيرها)، إلى جانب تدمير شبكات المياه والكهرباء والصرف الصحي والاتصالات والإنترنت، وتدميرٍ كبير في داخل مُخيمي المدينة (مخيم نور شمس ومخيم طولكرم)، وقالت بلدية طولكرم في 28 أغسطس 2024 إن "عملية تدمير البنية التحتية التي تنفذها قوات الاحتلال بالمدينة والمخيمات هي الأوسع منذ 10 أشهر"، وأوعز رئيس الوزراء الفلسطيني محمد مصطفى صباح الأربعاء 28 أغسطس 2024 لكافة جهات الاختصاص الفلسطينية "بتعزيز تدخلاتها الطارئة".
ووصف وزير الخارجية الإسرائيلي يسرائيل كاتس صباح يوم الأربعاء 28 أغسطس 2024 أن ما يجري بمدينتي جنين وطولكرم "حرب بكل معنى الكلمة"، داعيًا للتعامل مع جنين وطولكرم وإجلاء سكانهما كما جرى في غزة، وقال كاتس: "الجيش الإسرائيلي يعمل بقوة اعتبارًا من الليلة الماضية في جنين وطولكرم لإحباط وتدمير بنى تحتية معادية تعمل بإيحاء من إيران، علينا أن نعالج هذا التهديد كما قمنا بمعالجته في غزة، بما في ذلك إجلاء مؤقت لسكان بتلك المناطق وكل إجراء ضروري آخر. هذه حرب بكل معنى الكلمة ويجب الانتصار بها".
وأكد مصدر أمني فلسطيني لوكالة الأنباء الفلسطينية "وفا" صباح الأربعاء 28 أغسطس 2024 أن الجيش الإسرائيلي أبلغ سُكان مخيم نور شمس بمغادرة المخيم خلال أربع ساعات وأقام نقطة عسكرية لتفتيشهم قبل المغادرة، كما أعلنت وكالة الأنباء الفلسطينية الأربعاء 28 أغسطس 2024 أن الرئيس الفلسطيني محمود عباس قطع زيارته للسعودية وعاد إلى الضفة الغربية لمتابعة ما وُصِفَ "بالعدوان الإسرائيلي على شمال الضفة الغربية".
وفي حوالي الساعة 3:45 من فجر يوم الخميس 29 أغسطس 2024 اجتاح الجيش الإسرائيلي مخيم طولكرم في المدينة واغتال فيه قائد كتيبة طولكرم محمد جابر (أبو شجاع) برفقة عددٍ آخر من مُسلحين فلسطينيين.
وفي مساء يوم الخميس 29 أغسطس 2024 توسعت العملية العسكرية في أحياء مدينة طولكرم وانشتر الجيش الإسرائيلي في مناطق وسط المدينة (ميدان جمال عبد الناصر، شارع الملك حسين، ميدان ثابت ثابت، دوار شويكة، دوار اليونس، ميدان المحاكم، شارع السكة، شارع البنوك، شارع الحدادين، شارع المستشفى الحكومي، شارع مستشفى الإسراء، شارع المقاطعة، مفرق الشاهد، وغيرها)، كما شدد الجيش حصاره لمستشفى الإسراء التخصصي ومستشفى طولكرم الحكومي في المدينة، وتعمقت أربعة جرافاتٍ عسكرية في داخل مخيم طولكرم بالمدينة برفقة عدد كبيرٍ من القوات مما أدى لتدمير البنية التحتية والشوارع في داخل المخيم.
أدان العملية العسكرية الإسرائيلية الواسعة كُلٌ من الرئاسة الفلسطينية والأمم المتحدة ومجلس الأمن والاتحاد الأوروبي وجامعة الدول العربية ورابطة العالم الإسلامي ومكتب الأمم المتحدة لحقوق الإنسان والأونروا والأردن ومصر وتركيا وبلجيكا وإسبانيا والصين وفرنسا ودولٌ ومنظماتٌ أخرى، فيما أعربت بريطانيا عن "قلقها البالغ".
وأعرب الأمين العام للأمم المتحدة أنطونيو غوتيريش عن "قلقه البالغ" بشأن تطورات العملية العسكرية الإسرائيلية ومُدينًا "بشدة" وقوع خسائر في الأرواح بما في ذلك بين الأطفال، وفي مساء يوم الخميس 29 أغسطس 2024 اجتمع مجلس الأمن الدولي لمناقشة الأوضاع في الأراضي الفلسطينية، وندد ممثل الصين بمجلس الأمن جينغ شوانغ "بقوة" بالعمليات العسكرية الإسرائيلية التي استهدفت طولكرم وجنين وأدت إلى وفياتٍ وإصابات.
في 30 أغسطس 2024 أدانت المتحدثة باسم مكتب حقوق الإنسان التابع للأمم المتحدة رافينا شامداساني "بشدة" تصريحات وزير الخارجية الإسرائيلي يسرائيل كاتس التي توعد فيها بتنفيذ عمليات "إجلاء مؤقت" للفلسطينيين من مدينتي طولكرم وجنين.

## سبتمبر 2024

### اجتياح (2+3+4+5 سبتمبر 2024)
في حوالي الساعة 3:00 من ظهر يوم الاثنين 2 سبتمبر 2024 عادت إسرائيل واجتاحت مدينة طولكرم ومُخيمي المدينة (مخيم طولكرم بدايةً ثم مخيم نور شمس) بمشاركة عشرات الآليات العسكرية والجرافات والطائرات المروحية والمُسيرة، وأدى هذا الاجتياح إلى دمارٍ هائل غير مسبوق في أحياء وشوارع مدينة طولكرم بما في ذلك مُخيمي المدينة اللذان شهدا تدميرًا كبيرًا، وقُتل خلال الاجتياح 3 فلسطينيين وأُصيب آخرين.
وطيلة أيام الاجتياح فقد جرفت الجرافات الإسرائيلية بشكلٍ كامل لشوارع ومعالم في المدينة، إلى جانب تجريف كافة شوارع مُخيمي المدينة (مخيم طولكرم ومخيم نور شمس)، ومن شوارع ومعالم المدينة التي شهدت تجريفًا: (دوار المحاكم، دوار شويكة، شارع محمد بن القاسم - مفرق أبو صفية، شارع أبو صفية "شارع أبو الفول"، جزء من شارع نابلس، شارع مسجد بلال، وشارع محكمة بلدية طولكرم، وشارع المُقاطعة، وغيرها)، كما شهدت أحياء المدينة طيلة أيام الاجتياح مواجهاتٍ واشتباكاتٍ بين فلسطينيين والجيش الإسرائيلي.
كما تمركزت آليات الجيش الإسرائيلي في شوارع المدينة "كشارع الحدادين" و"شارع المستشفى الحكومي" و"دوار المحاكم" و"دوار شويكة" و"مفرق الشاهد"، وأغلقت الجرافات الإسرائيلية بالسواتر الترابية الشارع الواصل بين "البنك العربي" و"جامعة القدس المفتوحة" بالمدينة، مع تشديد الحصار على مخيم طولكرم الذي شهد إغلاق مداخله بالسواتر الترابية ودمارًا هو الأضخم في تاريخه، كما تمكن الهلال الأحمر الفلسطيني من الدخول لجزء من مخيم طولكرم لتوزيع المساعدات الإغاثية والطعام.
وبدأ الاجتياح في حوالي الساعة 3:00 من ظهر يوم الاثنين 2 سبتمبر 2024 بحصارٍ كامل لوسط المدينة ومستشفى ثابث ثابت الحكومي ومستشفى الإسراء التخصصي في المدينة، تلاها حصارٍ مُطبق على مخيم طولكرم بالمدينة، ثم دخول الجرافات العسكرية الإسرائيلية للمدينة، وبدأت الجرافات العسكرية بتدميرٍ شامل لشوارع ومباني مخيم طولكرم بشكلٍ غير مسبوق.
وفي ليل يوم الاثنين 2 سبتمبر 2024 قصفت إسرائيل بواسطة طائرة مسيرة قتالية موقعًا في مخيم طولكرم مما أدى إلى وقوع إصابات.
وفي حوالي الساعة 8:50 من صباح يوم الثلاثاء 3 سبتمبر 2024 دفعت إسرائيل إلى المدينة تعزيزاتٍ كبيرة وجرافاتٍ عسكرية، وشددت من حصارها لِكُلٍ من مستشفى ثابث ثابت الحكومي ومستشفى الإسراء التخصصي في المدينة.
وفي 3 سبتمبر 2024 قالت الأمم المتحدة أنها "تدق ناقوس الخطر" بفعل "الغارات الإسرائيلية التي تُفاقم المأساة الإنسانية في مدينتي طولكرم وجنين".
وفي ظهر يوم الأربعاء 4 سبتمبر 2024 دمرت الجرافات الإسرائيلية بشكلٍ كامل "دوار شويكة" وهو أحد أقدم ميادين المدينة، وفي حوالي الساعة 5:30 من ذات اليوم توسعت العملية لتشمل مخيم نور شمس بالمدينة الذي شهد دمارًا بفعل تجريف الجرافات الإسرائيلية إلى جانب اشتباكاتٍ عنيفة بين الجيش الإسرائيلي وكتيبة طولكرم.
وفي مساء يوم الأربعاء 4 سبتمبر 2024 عقد مجلس الأمن التابع للأمم المتحدة اجتماعًا ناقش فيه الأوضاع في غزة وشمال الضفة الغربية، وعبر مندوبو مجلس الأمن خلال الاجتماع عن "قلقهم" إزاء العملية العسكرية الإسرائيلية في طولكرم.

## أكتوبر 2024

### مجزرة (3 أكتوبر 2024)
في مساء يوم الخميس 3 أكتوبر 2024 قصفت إسرائيل مبنىً سكنيًا يضم مقهىً شعبيًا في مخيم طولكرم في مدينة طولكرم بواسطة طائرة حربية مُقاتلة من نوع إف-16، مما أدى إلى مقتل 20 فلسطينيًا على الأقل وإصابة آخرين بجروحٍ خطيرة، وقد وُصفت الغارة الجوية بأنها "مجزرة دامية"، ولتكون أكبر مجزرة في الضفة الغربية مُنذ الانتفاضة الفلسطينية الثانية، كما أنها المرة الأولى مُنذ الانتفاضة الفلسطينية الثانية التي تستخدم فيها إسرائيل الطيران الحربي في قصف الضفة الغربية.

### اجتياح (7 أكتوبر 2024)
في تمام الساعة 12:00 بتوقيت فلسطين من فجر يوم الاثنين 7 أكتوبر 2024، وحيث الذكرى السنوية الأولى لاندلاع معركة "طوفان الأقصى"، اجتاحت إسرائيل مدينة طولكرم ومخيم نور شمس في المدينة، واستمر الاجتياح حتى حوالي الساعة 10:30 من صباح ذات اليوم.
وبدأ الاجتياح بمحاصرة الجيش الإسرائيلي بالكامل لمستشفى طولكرم الحكومي وسط المدينة. وخلال الاجتياح فقد أعادت الجرافات الإسرائيلية المُجنزرة والمدولبة تدمير مقاطعًا في ميادين المدينة "دوار العليمي" و"دوار اليونس" و"دوار إكتابا" و"دوار سيف" ودمرت البنية التحتية فيها، إضافة لتجريفها عدة شوارع بالمدينة منها الشارع أمام مديرية شرطة المحافظة المُجرف سابقًا. وانتشر الجيش الإسرائيلي في مختلف أحياء المدينة بما في ذلك شوارع وسط المدينة، وكما كُلِ اجتياحٍ فقد أُعلن عن تعطيل دوام المؤسسات والمدارس والجامعات في المدينة. وأعلنت كتيبة طولكرم عن تفجيرها عبوة ناسفة "شديدة الانفجار" في جرافة عسكرية إسرائيلية مُجنزرة.

### اجتياح (10 أكتوبر 2024)
في حوالي الساعة 5:00 عصرًا بتوقيت فلسطين من يوم الخميس 10 أكتوبر 2024 اجتاحت إسرائيل مدينة طولكرم ومخيم نور شمس بالمدينة بعشرات الآليات العسكرية والطائرات المروحية والمُسيرة وثلاثة جرافات عسكرية (الأولى مدولبة، والثانية مُجنزرة، والثالثة حفارًا محمولًا على شاحنة)، وقد استمر الاجتياح حتى حوالي الساعة 11:30 ليلًا من ذات اليوم، وأسفر الاجتياح عن مقتل فلسطينيين اثنين بقصفٍ جويٍ إسرائيليٍ بخمسة غارات، والقتيلان أحدهما قائد كتيبة طولكرم والآخر عضوٌ في الكتيبة، وقد احتجز الجيش الإسرائيلي جثمانهما، وجرف الجيش الإسرائيلي عددًا من شوارع المدينة منها أجزاءً من "شارع نابلس" بالمدينة.

### اجتياح وعملية (26 أكتوبر 2024)
في حوالي الساعة 3:00 فجرًا بتوقيت فلسطين من يوم السبت 26 أكتوبر 2024 اجتاحت إسرائيل مدينة طولكرم بعشرات الآليات العسكرية وجرافاتٍ عسكريةٍ مُتعددة (مدولبة، ومُجنزرة، وحفارًا محمولًا على شاحنة) وطائراتٍ مُسيرةٍ ومروحية، حيث حاصر الجيش الإسرائيلي مبنىً مُكون من سبعةِ طوابق في "حي السلام" بالمدينة، وقد استمر الاجتياح حتى حوالي الساعة 1:00 من ظهر ذات اليوم، وأسفر الاجتياح عن مُقتل قائد كتيبة طولكرم - مجموعة القسام "إسلام جميل عودة" بعد حصاره لساعاتٍ في المبنى. وألحق الجيش الإسرائيلي دمارًا كبيرًا في المبنى بواسطة جرافاته وبعد قصفه للمبنى بما يزيد عن 40 قذيفة، واستهدفت كتيبة طولكرم الجيش الإسرائيلي بتفجيرها لعبواتٍ ناسفة. وعقبت حركة حماس قائلةً بأن "سياسة الاغتيالات لن تجلب للاحتلال الأمن".

### اجتياح (31 أكتوبر 2024)
جاء الاجتياح في حوالي الساعة 1:20 من فجر يوم 31 أكتوبر 2024 بدخول الجيش الإسرائيلي وجرافاته إلى مدينة طولكرم ومُخيمي المدينة (مخيم طولكرم ومخيم نور شمس)، واستمر الاجتياح حتى حوالي الساعة 5:00 من مساء ذات اليوم، وخلف الاجتياح 4 قتلى فلسطينيين ودمارًا هائلًا بالمخيمين.
وخلال الاجتياح دمر الجيش الإسرائيلي مقر وكالة الأمم المتحدة لإغاثة وتشغيل اللاجئين الفلسطينيين في مخيم نور شمس بشكلٍ كامل بعد تعرضه لتدميرٍ جزئيٍ في الاجتياحات السابقة، كما قصف الجيش الإسرائيلي موقعًا في مخيم نور شمس بغارةٍ جوية.
وشهدا مُخيمي المدينة اشتباكاتٍ عنيفة بين كتيبة طولكرم والجيش الإسرائيلي، كما فجرت كتيبة طولكرم عبواتٍ ناسفةٍ استهدفت الجيش الإسرائيلي في المدينة، وقالت حركة حماس أن "عدوان الاحتلال الفاشي في طولكرم لن يفت في عضد شعبنا ومقاومتنا".

## نوفمبر 2024

### اجتياح (5 نوفمبر 2024)
في حوالي الساعة 10:00 من صباح يوم الثلاثاء 5 نوفمبر 2024 اجتاحت إسرائيل مدينة طولكرم ومُخيمي المدينة (مخيم طولكرم ومخيم نور شمس) بعشرات الآليات العسكرية الإسرائيلية وسبعة جرافات عسكرية مُجنزرة ومدولبة، وفور الاجتياح فقد أعلن الجانب الفلسطيني عن إخلاء مؤسسات ودوائر وأسواق ومدارس وجامعات المدينة، وأحدث الجيش الإسرائيلي دمارًا كبيرًا في المدينة ومُخيميها، واستمر الاجتياح حتى حوالي الساعة 11:00 ليلًا من ذات اليوم، وأسفر الاجتياح عن إصابة فلسطينيين بالرصاص.
وخلال الاجتياح اقتحم الجيش الإسرائيلي "مسجد الروضة" في المدينة واعتقل فلسطينيين اثنين، وجرفت الجرافات الإسرائيلية شوارع بأكملها داخل مخيم طولكرم ومخيم نور شمس، كما جرفت "شارع المقاطعة" في الحي الشرقي بالمدينة ومحيط "دوار سيف" المُدمر سابقًا.

### اجتياح (7 نوفمبر 2024)
لم تمضِ ساعاتٍ على الانسحاب الإسرائيلي الأخير من مدينة طولكرم في ليل 5 نوفمبر 2024، حتى عاد الجيش الإسرائيلي لاجتياح المدينة ومُخيميها (مخيم طولكرم ومخيم نور شمس) في حوالي الساعة 1:00 من فجر يوم الخميس 7 نوفمبر 2024 بعشرات الآليات العسكرية وبرفقة ما يزيد عن أربعة جرافات مُجنزرة ومُدولبة بالإضافة لشاحنة صهريج لتزويد الوقود للآليات والجرافات العسكرية، وقد استمر الاجتياح حتى حوالي الساعة 4:15 من عصر ذات اليوم، وأسفر الاجتياح عن مُقتل فلسطيني وإصابة آخرين إلى جانب دمارٍ كبيرٍ في المخيمين.
وكما كُلِ اجتياحٍ فقد أُعلِنَ عن تعطيل كافة المؤسسات والدوائر والمدارس والجامعات في المدينة، وخلال الاجتياح فقد حاصر الجيش الإسرائيلي منزلًا في الحي الشرقي المدينة قبل أن يعتقل مطلوبًا فلسطينيًا من داخله، كما حاصر الجيش مناطقًا في الحي الغربي بالمدينة، وقصف الجيش الإسرائيلي هدفًا في مخيم طولكرم بصاروخٍ من طائرة مسيرة، وأعلنت كتيبة طولكرم عن تفجيرها لعددٍ كبيرٍ من العبوات الناسفة استهدفت الجيش الإسرائيلي في المخيمين.

## ديسمبر 2024

### اجتياح (19 ديسمبر 2024)
في نهار يوم الخميس 19 ديسمبر 2024 اجتاحت قوات الجيش الإسرائيلي مدينة طولكرم وتركزّت في مخيم طولكرم بالمدينة حيث دمرت الجرافات الإسرائيلية المُجنزرة والمدولبة شوارع وبنى تحتية داخل المخيم، وأسفر الاجتياح عن مقتل 4 فلسطينيين وإصابة 3 آخرين بقصفٍ جويٍ إسرائيليٍ لمركبتهم في المخيم قبل دقائق من الدخول البري للجيش إلى المدينة والمخيم، وقد استمر هذا الاجتياح حتى حوالي الساعة 6:00 مساءً.

### اجتياح (24+25 ديسمبر 2024)
وهو اجتياحٌ واسع لمدينة طولكرم ومُخيمي المدينة (مخيم طولكرم ومخيم نور شمس) بعشرات المركبات العسكرية الإسرائيلية وعددٌ كبيرٌ من الجرافات الإسرائيلية المُجنزرة والمدولبة بالإضافة لشاحنة صهريج وقود لتزويد الآليات والجرافات العسكرية، بدأ الاجتياح في حوالي الساعة 12:50 من فجر يوم الثلاثاء 24 ديسمبر 2024 وهو يوم ليلة عيد الميلاد حسب التقويم الغربي، واستمر الاجتياح حتى حوالي الساعة 9:00 مساء من يوم الأربعاء 25 ديسمبر 2024، وقد خلف الاجتياح دمارًا كبيرًا غير مسبوقٍ في الشوارع والبنى التحتية والمباني والمركبات و8 قتلى فلسطينيين وإصاباتٍ عدة، وقصف الجيش الإسرائيلي جوًا بصورة مكثفة مواقع عدة في المخيمين وكانت إحدى الغارات الجوية بطائرة حربية F-16 استهدفت مخيم طولكرم، وحاصر الجيش الإسرائيلي مستشفى طولكرم الحكومي وسط المدينة، كما قامت جرافات الجيش بعملياتِ تجريفٍ أمام مقر "مقاطعة طولكرم" خلال تجريفها طرق المدينة.
وكشف تقرير صحفي أن "مدينة طولكرم شهدت يوم الثلاثاء 24 ديسمبر 2024 أعنف الغارات الجوية وأكثرها عددًا في تاريخ الضفة الغربية منذ النكبة عام 1948"، وأضاف التقرير بأنه "لم تشهد أي مدينة فلسطينية في الضفة الغربية هذه الكثافة من الغارات الجوية في يومٍ واحد". وقالت صحيفة الخليج إن "التوغل الإسرائيلي الذي استهدف مدينة طولكرم جاء مدعومًا بقصفٍ جويٍ بالتزامن مع الهدوء الحزين الذي يخيم على مدينة بيت لحم حيث غياب احتفالات عيد الميلاد".
وأعلن الجيش الإسرائيلي عن إصابة "أيوب كيوف" قائد لواء شمال الضفة الغربية "لواء منشية" جراء تفجير عبوة ناسفة بمركبته العسكرية في طولكرم مما أدى لإعطابها وكان معه في ذات الآلية قائد فرقة الضفة الغربية "ياكي دوليف"، واضطر الجيش لسحب الآلية وإحضار مركبات الإسعاف الإسرائيلية.

## يناير 2025

### اجتياح (8+9 يناير 2025)
جاء هذا الاجتياح الواسع لمدينة طولكرم ومُخيمي المدينة (مخيم طولكرم ومخيم نور شمس) في حوالي الساعة 12:50 من ظهر يوم الأربعاء 8 يناير 2025 بعشرات المركبات العسكرية الإسرائيلية وخمسة جرافات عسكرية (ثلاثة جرافات مُجنزرة واثنتان مُدولبة) بالإضافة إلى شاحنة تحمل المتفجرات وشاحنة صهريج وقود لتزويد الآليات والجرافات، واستمر الاجتياح حتى حوالي الساعة 10:00 صباحًا من يوم الخميس 9 يناير 2025، وخلف هذا الاجتياح دمارًا كبيرًا هائلًا في الشوارع والبنى التحتية والمباني والمركبات وعدة إصاباتٍ في صفوف الفلسطينيين.
وبدأ الاجتياح بمخيم طولكرم وعددٍ آخر من أحياء مدينة طولكرم ثم امتد في حوالي الساعة 11:55 ليلًا لمخيم نور شمس، كما انتشرت قواتٍ خاصةٍ إسرائيلية في حي "عزبة الجراد" بالمدينة.
وجرفت الجرافات الإسرائيلية معظم شوارع المخيمين، كما جرفّت الشارع أمام مقر "مقاطعة طولكرم" ومدخل المقر. وفجرت كتيبة طولكرم عبواتٍ ناسفةٍ استهدفت الجيش الإسرائيلي بالتزامن مع اشتباكاتٍ عنيفةٍ بين الجانبين. كما نسف الجيش الإسرائيلي منزلًا في مخيم طولكرم بالمتفجرات قال الجيش إن المنزل يعود لأحد مُنفذي عملية بيت ليد وبلعا المُركبة [العبرية] "الإرهابية" التي وقعت في نوفمبر 2023 شرق طولكرم. وكما كُل اجتياحٍ فقد شهدت مدينة طولكرم تعطيلًا وتوقفًا لكافة مظاهر الحياة.

### الاجتياح الكبير (27 يناير 2025 – الآن)
هو اجتياح استهدف مدينة طولكرم بكامل أحياء المدينة بما فيها مُخيمي المدينة (مخيم طولكرم ومخيم نور شمس) ويُعد الاجتياح الأعنف والأطول والأضخم منذ عام 2002. بدأ الاجتياح في حوالي الساعة 2:00 من ظهر يوم الاثنين 27 يناير 2025 عندما اجتاحت إسرائيل مدينة طولكرم ومخيم طولكرم في المدينة بعشرات المركبات العسكرية الإسرائيلية والجرافات المُجنزرة والمُدولبة، سبقها بدقائق قصفٍ جويٍ لمركبة أدى لمقتل قائدين في كتيبة طولكرم وإصابة عدة أشخاص، وفي فجر 9 فبراير 2025 توسع الاجتياح ليشمل أيضًا مخيم نور شمس بالمدينة، ولا زال الاجتياح مستمرًا في كافة أحياء ومخيمات المدينة، وخلف الاجتياح 13 قتيًلا فلسطينيًا حتى اللحظة في مختلف أحياء المدينة ومُخيميها، بالتزامن مع الارتفاع المتواصل في أعداد القتلى والمصابين الفلسطينيين، إلى جانب تشريد الآلاف من سُكان مخيم طولكرم ومخيم نور شمس، في إطار عملية «عملية السور الحديدي» للجيش الإسرائيلي، وقد خلفت الجرافات الإسرائيلية دمارًا هائلًا غير مسبوقًا في وسط المدينة وفي أحياء ومناطق المدينة بما فيها مخيم طولكرم ومخيم نور شمس، في حين استمرت إسرائيل بدفع التعزيزات إلى المدينة طيلة أيام الاجتياح كان منها آليات عسكرية وجرافات مُجنزرة ومُدولبة وجرافات كبيرة من نوع ذراع لهدم المنازل وشاحنات صهريج لتزويد الوقود للآليات العسكرية والجرافات.
وبدأ الاجتياح بحصار الجيش الإسرائيلي المُطبق وغير المسبوق "لمستشفى ثابت ثابت" و"مستشفى الإسراء التخصصي" و"مستشفى الهلال الأحمر الفلسطيني" في وسط المدينة بعشرات الجنود والآليات ونشر الحواجز في محيطهما واتخاذ مباني بجوارهما كمقار وثكنات للجيش، ومنع الجيش دخول وخروج الفلسطينيين ومركبات الإسعاف من وإلى هذه المستشفيات إلا بعد تفتيشٍ دقيق، وقالت جمعية الهلال الأحمر الفلسطيني إن الجيش الإسرائيلي منع طواقمها من التواجد في مقرها وأجبرتهم تحت تهديد السلاح على مغادرة مبنى المقر فورًا.
ودمرت الجرافات المُجنزرة عددٍ من الشوارع في مختلف أحياء المدينة، إذ جرفت في الدقائق الأولى لاجتياحها منطقة ميدان جمال عبد الناصر في وسط المدينة بشكلٍ هائل، ثم جرفت مفترق زنوبيا وحطمت فيه كافة الإشارات الضوئية بشكلٍ كاملٍ، إضافة لتجريف أجزاء من شارع نابلس بالمدينة، وتجريف كامل مدخل "مجمع محاكم طولكرم"، كما جرفت شوارع رئيسية وفرعية في الأحياء الشرقية منها الشارع الرئيسي الواصل بين المقاطعة ومفرق أبو صفية والشارع الرئيسي الواصل بين مفرق أبو صفية ودوار المسلخ الذي جُرف بالاتجاهين، وجرفت "شارع البنوك" وسط المدينة، وجرفت الشارع الواصل بين نزول مدرسة العمرية وبين جامعة فلسطين التقنية "خضوري" في الأحياء الغربية.
وفي الأحياء الغربية والشرقية بالمدينة إضافة لوسطها، نشر الجيش الإسرائيلي الحواجز وفرقًا للمشاة والقناصة، كمحيط المقبرة الغربية وشارع النزهة وشارع جمعية دار اليتيم العربي وشارع سينما الفريد وشارع الفاضلية وشارع يافا وشارع سوق الذهب ومحيط ميدان جمال عبد الناصر ومحيط الكنيسة الأرثوذكسية ومحيط المسجد القديم وشارع سوق الخضار ومحيط المقاطعة وغيرها، كما استولى الجيش على عددٍ من المنازل في هذه المناطق وحولها إلى ثكناتٍ عسكرية وداهم عشرات المنازل الأخرى.
واستهدف الجيش الإسرائيلي أعدادًا من الفلسطينيين بالرصاص في أحياء المدينة ومُخيميها، منهم طفلٌ قتله بالرصاص في الأحياء الغربية، في حين أُصاب شابٌ بإصابةٍ خطيرةٍ في الأحياء الشرقية بالمدينة، كما قتل فلسطيني في الأحياء الشمالية جراء صدم مركبته بناقلة جند عسكرية إسرائيلية.
وقالت بلدية طولكرم إن الجيش الإسرائيلي منع طواقمها في اليوم من الاجتياح من إعادة التيار الكهربائي لعددٍ من أحياء المدينة والناجم عن استهداف الجيش الإسرائيلي لأحد محولات الكهرباء في الأحياء الغربية بالمدينة وفق قولها. كما قال رئيس بلدية طولكرم رياض عوض إن الكهرباء والمياه انقطعت عن أجزاء واسعة من المدينة بفعل تدمير الجرافات لخطوط الكهرباء والمياه.
في 2 فبراير 2025 طالب الرئيس الفلسطيني محمود عباس "عقد جلسة طارئة وعاجلة لمجلس الأمن الدولي، لوقف العدوان الإسرائيلي المتواصل على الشعب الفلسطيني، وتدمير قوات الاحتلال مربعات سكنية كاملة في مخيمي جنين وطولكرم".
في فجر 9 فبراير 2025 توسع الاجتياح ليشمل أيضًا مخيم نور شمس بالمدينة بالتزامن مع الاجتياح المتواصل في باقي أنحاء وأحياء المدينة بما فيها مخيم طولكرم.
زيارة نتنياهو لطولكرم: في يوم الجمعة 21 فبراير 2025، حيث اليوم السادس والعشرون للاجتياح الإسرائيلي الكبير لطولكرم، أجرى رئيس الوزراء الإسرائيلي بنيامين نتنياهو ووزير الدفاع الإسرائيلي يسرائيل كاتس زيارتين منفصلتين في ذات اليوم لمدينة طولكرم تفقدا خلالها العملية العسكرية الإسرائيلية المتواصلة بالمدينة، حيث دخلا إلى المدينة من معبر خضوري (معبر سناعوز) وزارا ثكنة الجيش الإسرائيلي المقامة في أحد المنازل الفلسطينية بجوار "إشارة مفرق الدعمة" بالمدينة، وألقى نتنياهو كلمة له من هناك هدد خلالها "بمزيدٍ من العمليات العسكرية الإسرائيلية". قوبلت زيارة نتنياهو لطولكرم بإدانةٍ فلسطينيةٍ شديدةٍ ودولية ووُصفت "بالاقتحام"، إذ أدانت وزارة الخارجية الفلسطينية الزيارة ووصفتها بأنها «اقتحام استفزازي»، في حين استنكرت حركة حماس "الاقتحام" ووصفته بأنه «خطوة استعراضية تعكس الإفلاس السياسي والعسكري»، وأدانت منظمة التعاون الإسلامي "الاقتحام"، كما حذر المجلس الوطني الفلسطيني من "خطورة هذا الاقتحام".